# 平壌市
座標: 北緯39度01分55秒 東経125度45分14秒 / 北緯39.031859度 東経125.753765度
平壌市（ピョンヤンし、朝: 평양시 , 英: Pyongyang City）は、朝鮮民主主義人民共和国の首都であり、国内最大の都市である。
朝鮮八道では平安道、十三道制では平安南道に属するが、同国の行政区画においては道に属さず、道級の直轄市となっている。

## 概要

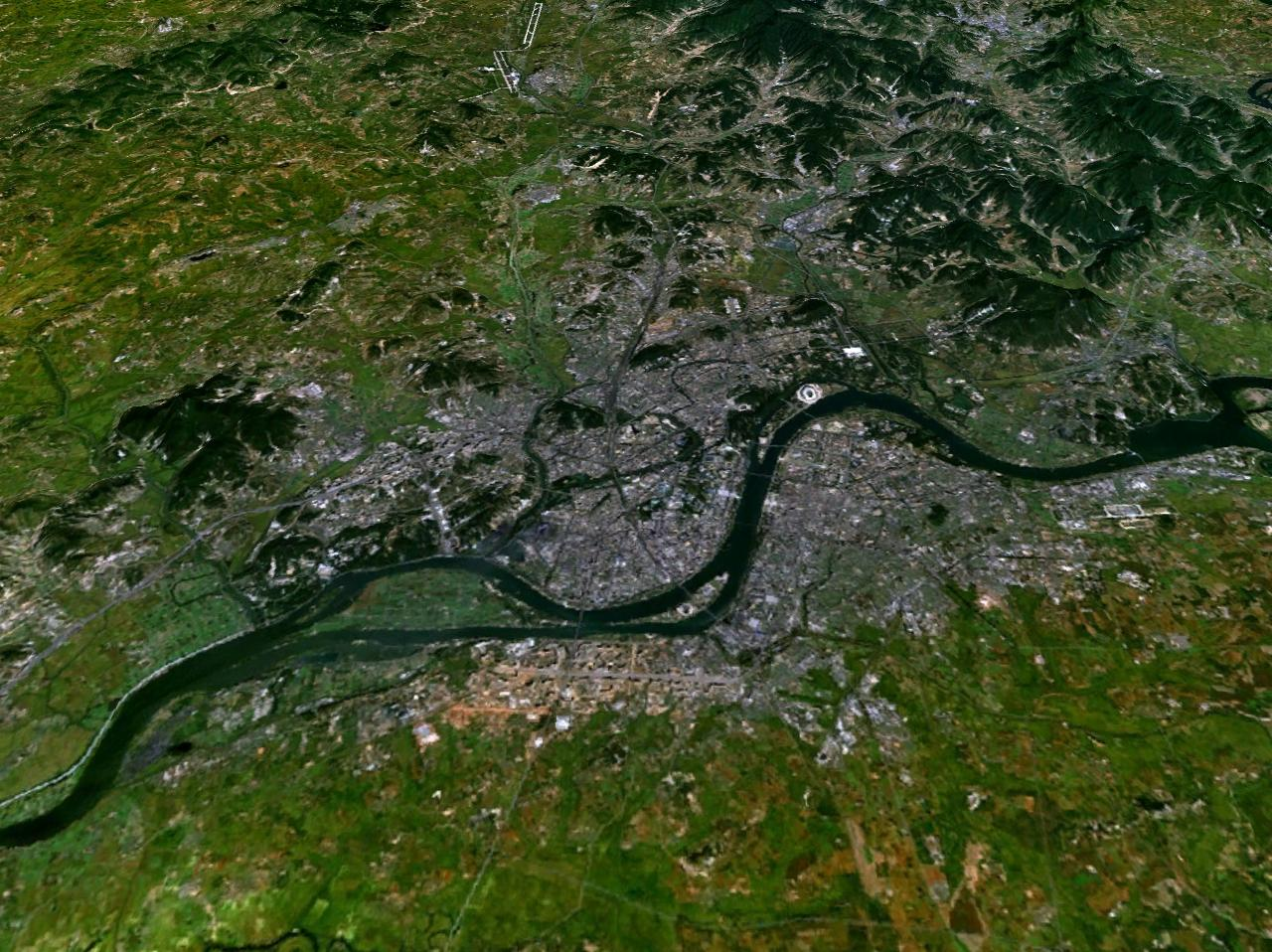
平壌市（衛星画像）

平壌準平原に位置し、北と東と西は平安南道、南は黄海北道に接する。北朝鮮の政治と経済の中心地であり、軽工業、重工業など工業が盛んである。
427年以降高句麗の首都となった。市の中心には大同江が流れている。中心部に金日成広場があり、その付近に主体思想塔がそびえており、平壌のシンボルまたはランドマークとなっている。
平壌は北朝鮮の建国時から事実上の首都としての役割を持っていたが、憲法で正式に平壌が首都となったのは1972年からで、それ以前の平壌は「祖国統一を成し遂げるまでの暫定首都（臨時首都）」という位置づけで、ソウルを正式な首都と定めていた。これは、建国から2024年まで憲法上は朝鮮半島全域を領土としていたためである（なお、韓国も憲法上は朝鮮半島〔韓国名：韓半島〕全域を領土としており、以北五道委員会においては直轄市としての平壌市を認めず「平安南道平壌市」として扱われている）。
- 平壌の市街地
- 金日成広場と主体思想塔
- 名物の平壌冷麺
- 牡丹峰より望む凱旋門（左）と柳京ホテル（右）

「公民登録法」の規定で、17歳以上の北朝鮮国民は「公民証」が政府から発給されているが、1997年以後、平壌市民については公民証が「平壌市民証」に切り替えられ、他地域住民と明確に区別されるようになった。この区別による特に大きな影響として、旅行に対する待遇が挙げられる。
北朝鮮国民は、国内（北朝鮮各地）の旅行でも、政府に旅行証明書を申請し旅行許可を得る必要があるが、この「平壌市民証」を所有していると、旅行証明書なしで北朝鮮各地を自由に行き来できるといわれている。
市内のインフラは老朽化が進んでおり、2002年頃から街路樹の植樹、歩道のタイルの張替え、ビルの改装など市内中心部の再開発が始まった。2010年代初頭には、故金日成生誕100年に当たる2012年を目前に控え、軍人や学徒も動員しての高層住宅を中心とした建設ラッシュの様相を呈している一方、突貫工事による被害も報じられている。2014年5月13日には、入居が始まっていた23階建ての高層マンションが倒壊し、崔富日人民保安部部長や車熙林平壌市人民委員会委員長など政府高官が現地で謝罪するという異例の事態になっている。

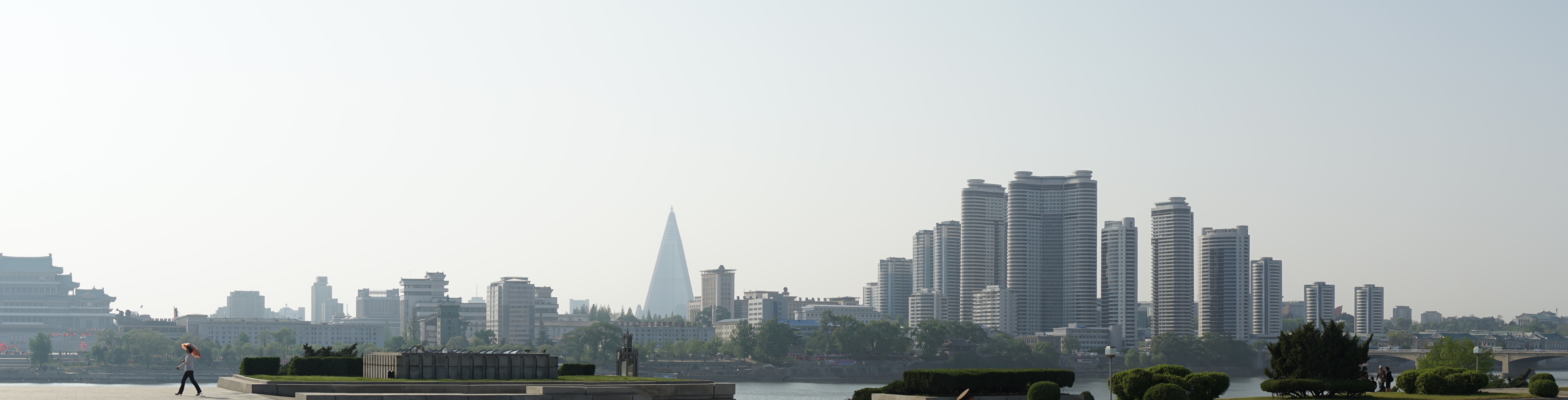
平壌市内のパノラマ写真

## 気候
気候は亜寒帯冬季少雨気候で気温は年較差、日較差とも大きく大陸性気候の特徴が強い。冬から春にかけては三寒四温の気候が見られる。
年間の降水の半分ほどが7月と8月に集中し、冬は雨が少ない。一年を通じて日照に恵まれ、年間の日照時間は合計すると2500時間ほどとなる。
| 平壌市の気候                                                                        | 平壌市の気候  | 平壌市の気候  | 平壌市の気候 | 平壌市の気候 | 平壌市の気候 | 平壌市の気候 | 平壌市の気候   | 平壌市の気候  | 平壌市の気候 | 平壌市の気候 | 平壌市の気候 | 平壌市の気候 | 平壌市の気候   |
| 月                                                                                  | 1月           | 2月           | 3月          | 4月          | 5月          | 6月          | 7月            | 8月           | 9月          | 10月         | 11月         | 12月         | 年             |
| ----------------------------------------------------------------------------------- | ------------- | ------------- | ------------ | ------------ | ------------ | ------------ | -------------- | ------------- | ------------ | ------------ | ------------ | ------------ | -------------- |
| 最高気温記録 °C （°F）                                                              | 12.0 (53.6)   | 16.0 (60.8)   | 22.4 (72.3)  | 29.1 (84.4)  | 34.0 (93.2)  | 35.8 (96.4)  | 36.9 (98.4)    | 37.9 (100.2)  | 32.2 (90)    | 30.0 (86)    | 23.2 (73.8)  | 15.0 (59)    | 37.9 (100.2)   |
| 平均最高気温 °C （°F）                                                              | −0.4 (31.3)   | 3.1 (37.6)    | 9.7 (49.5)   | 17.6 (63.7)  | 23.5 (74.3)  | 27.5 (81.5)  | 29.1 (84.4)    | 29.6 (85.3)   | 25.7 (78.3)  | 18.8 (65.8)  | 9.7 (49.5)   | 1.4 (34.5)   | 16.3 (61.3)    |
| 日平均気温 °C （°F）                                                                | −5.4 (22.3)   | −2.0 (28.4)   | 4.0 (39.2)   | 11.4 (52.5)  | 17.4 (63.3)  | 21.9 (71.4)  | 24.7 (76.5)    | 25.0 (77)     | 20.2 (68.4)  | 12.9 (55.2)  | 4.8 (40.6)   | −2.9 (26.8)  | 11.0 (51.8)    |
| 平均最低気温 °C （°F）                                                              | −9.8 (14.4)   | −6.6 (20.1)   | −0.9 (30.4)  | 5.9 (42.6)   | 12.0 (53.6)  | 17.4 (63.3)  | 21.4 (70.5)    | 21.5 (70.7)   | 15.6 (60.1)  | 7.8 (46)     | 0.5 (32.9)   | −6.8 (19.8)  | 6.5 (43.7)     |
| 最低気温記録 °C （°F）                                                              | −26.5 (−15.7) | −23.4 (−10.1) | −16.1 (3)    | −6.1 (21)    | 2.2 (36)     | 7.0 (44.6)   | 12.0 (53.6)    | 12.8 (55)     | 3.6 (38.5)   | −6.0 (21.2)  | −14.0 (6.8)  | −22.8 (−9)   | −26.5 (−15.7)  |
| 降水量 mm （inch）                                                                  | 9.6 (0.378)   | 14.5 (0.571)  | 23.9 (0.941) | 44.8 (1.764) | 74.7 (2.941) | 90.2 (3.551) | 274.7 (10.815) | 209.6 (8.252) | 90.8 (3.575) | 47.2 (1.858) | 38.4 (1.512) | 18.0 (0.709) | 936.4 (36.866) |
| 平均降水日数 （≥0.1 mm）                                                            | 3.9           | 3.7           | 4.2          | 5.8          | 7.1          | 7.9          | 12.5           | 10.1          | 6.3          | 5.8          | 7.1          | 5.7          | 80.1           |
| 平均降雪日数                                                                        | 5.4           | 4.0           | 1.8          | 0.3          | 0.0          | 0.0          | 0.0            | 0.0           | 0.0          | 0.1          | 1.9          | 5.5          | 19.0           |
| % 湿度                                                                              | 69.1          | 65.0          | 62.5         | 60.4         | 65.3         | 72.2         | 81.1           | 80.6          | 75.3         | 72.0         | 72.2         | 70.6         | 70.5           |
| 平均月間日照時間                                                                    | 184           | 197           | 231          | 237          | 263          | 229          | 181            | 204           | 222          | 214          | 165          | 165          | 2,492          |
| 出典1：大韓民国気象庁 (平均値, 1991年~2020年)                                       |               |               |              |              |              |              |                |               |              |              |              |              |                |
| 出典2：Pogodaiklimat.ru (極値, 1961年より), ドイツ 気象庁 (日照時間, 1961年~1990年) |               |               |              |              |              |              |                |               |              |              |              |              |                |

| 平壌 1961 - 1990年平均の気候               | 平壌 1961 - 1990年平均の気候 | 平壌 1961 - 1990年平均の気候 | 平壌 1961 - 1990年平均の気候 | 平壌 1961 - 1990年平均の気候 | 平壌 1961 - 1990年平均の気候 | 平壌 1961 - 1990年平均の気候 | 平壌 1961 - 1990年平均の気候 | 平壌 1961 - 1990年平均の気候 | 平壌 1961 - 1990年平均の気候 | 平壌 1961 - 1990年平均の気候 | 平壌 1961 - 1990年平均の気候 | 平壌 1961 - 1990年平均の気候 | 平壌 1961 - 1990年平均の気候 |
| 月                                         | 1月                          | 2月                          | 3月                          | 4月                          | 5月                          | 6月                          | 7月                          | 8月                          | 9月                          | 10月                         | 11月                         | 12月                         | 年                           |
| ------------------------------------------ | ---------------------------- | ---------------------------- | ---------------------------- | ---------------------------- | ---------------------------- | ---------------------------- | ---------------------------- | ---------------------------- | ---------------------------- | ---------------------------- | ---------------------------- | ---------------------------- | ---------------------------- |
| 日平均気温 °C （°F）                       | −7.8 (18)                    | −4.4 (24.1)                  | 1.9 (35.4)                   | 9.8 (49.6)                   | 16.0 (60.8)                  | 20.6 (69.1)                  | 24.2 (75.6)                  | 24.4 (75.9)                  | 18.7 (65.7)                  | 11.6 (52.9)                  | 3.8 (38.8)                   | −4.3 (24.3)                  | 9.54 (49.17)                 |
| 出典：World Climate Pyongyang, North Korea |                              |                              |                              |                              |                              |                              |                              |                              |                              |                              |                              |                              |                              |

## 歴史

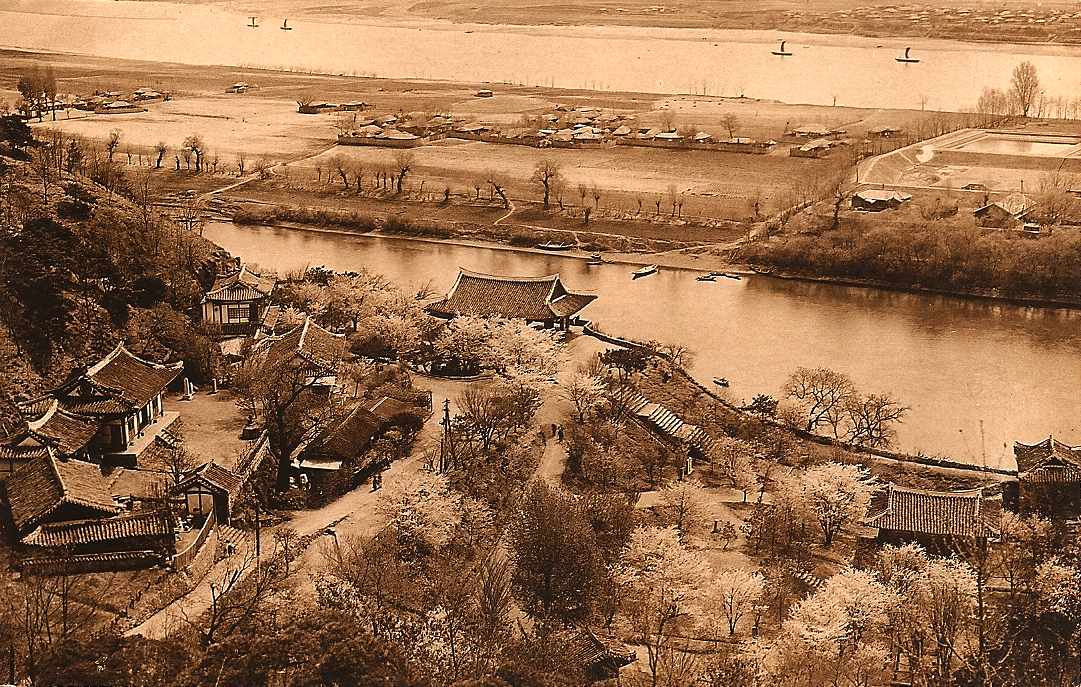
牡丹台と永明寺（1945年以前）

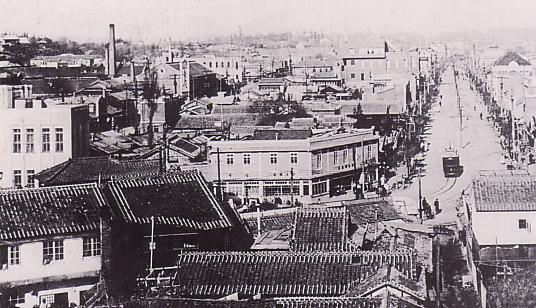
平壌中心部（1945年以前）

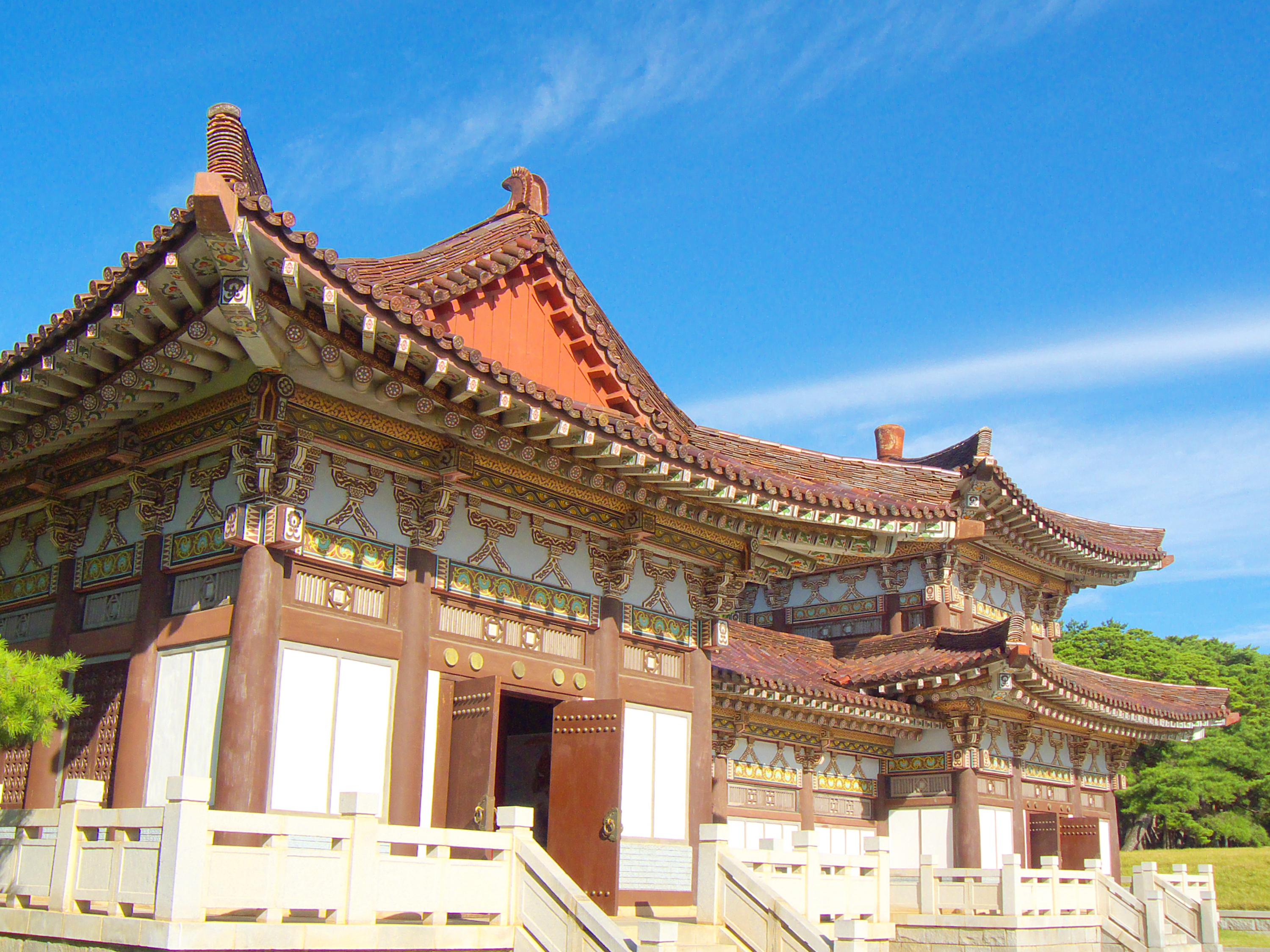
東明王陵にある定陵寺1

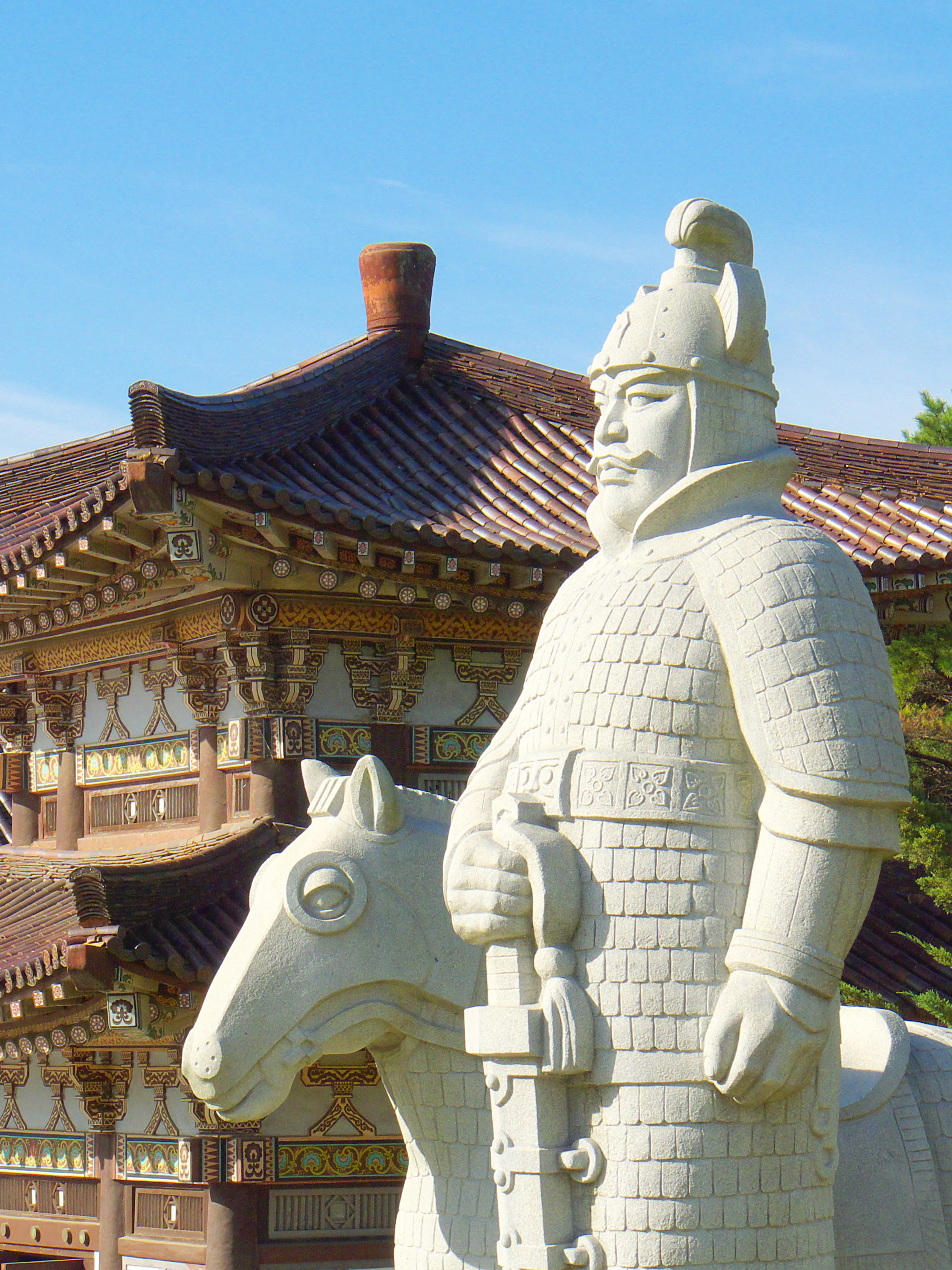
東明王陵にある定陵寺2

古くは衛氏朝鮮の王険城で、紀元前108年にこれを征服した漢の武帝が楽浪郡治を置いた。これ以後4世紀後半に百済が領有するまで中国人による現地支配の拠点となる。
高句麗の長寿王は427年に鴨緑江流域の集安から平壌に遷都し、高句麗王国の都となった。当初は現在の平壌市街から北東へ8kmほど離れたところにある大城山に都があり、現在も山をとりまく城壁や、王宮であった安鶴宮の跡などが残る。552年から586年にかけて、現在の平壌市街の場所に都城が築かれ大都市となったが、668年に唐に滅ぼされた。唐は平壌を含む南満州から半島北部を管轄する安東都護府を設置して当該地方の直接支配を図るが、新羅の反乱によって遼東より南を失った。
10世紀に興った高麗は首都を開京（現在の開城特別市）に定める一方、平壌を副都・西京とした。12世紀には妙清という国粋主義的な仏教僧が西京への遷都を主張し、西京遷都運動という仏教対儒教の争いが起きた。妙清は、風水説の混合した高麗仏教に基づき、風水的に弱くなったために内乱で破壊された開京から、高句麗の首都であり風水も良い西京に首都を遷し、金に戦いを挑んで高句麗の旧領土（満州）の回復の拠点とすることを掲げたが、事大主義的な儒家の反発で遷都案は葬られ王の支持が得られなかった。1135年、妙清はついに反乱（妙清の乱）を起こして西京を首都として「大為国」を称し、宋の年号を捨てて「天開」という独自の年号を掲げたが、金富軾ら儒家の文官らの率いる軍により翌年鎮圧された。
1269年には西京を治めていた崔坦らが反乱を起こし、西京を含めた北界54城と西海道の慈悲嶺以北の6城を率いて元に帰依する事件が起きた。元は西京を遼陽行省に属する「東寧府」と改名して領土に編入した。東寧府は同じく元領となった双城総管府とともに高麗と分立したが、元の直接支配強化により1290年（至元27年）に東寧府は高麗行省（征東行省）と統合され共に元の直接支配地域となった。東寧府は元末期に再び設置されたという記録もある。
李氏朝鮮時代には平壌は平安道の首邑となった。文禄の役では日本軍が平壌にまで達している。18世紀には、冊封体制下の清との往来の中で、北京にいたキリスト教宣教師からキリスト教が朝鮮の官僚に伝わり、平安道はキリスト教徒が増加した。しかし、18世紀末には大規模なキリスト教徒弾圧が起こった。また外国勢力が朝鮮周囲に現れ、平壌では大同江を遡ってきた米国船を官民が焼き討ちするジェネラル・シャーマン号事件が起こっている。
日清戦争では平壌城は平壌の戦いの舞台となった。李朝末期の1896年に平安道が分割されて、平安南道の首邑となっている。日本統治時代には、1910年（明治43年）に平壌府（へいじょうふ）となり、平安南道の道庁所在地となった。この頃路面電車の軌道などが整備された。1913年（大正2年）に平壌神社が鎮座した。また平壌神学校などキリスト教の神学校や教会が設立され、キリスト教徒の人口に対する割合も増加した平壌は、報道関係者から「東洋のエルサレム」と呼ばれるほどに朝鮮のキリスト教布教の中心地となった。現在の韓国のキリスト教徒には、朝鮮戦争の前後に韓国側へ移住した平壌出身者もいる。1931年（昭和6年）には朝鮮排華事件が起き平壌で最も多くの中国人犠牲者がでた。

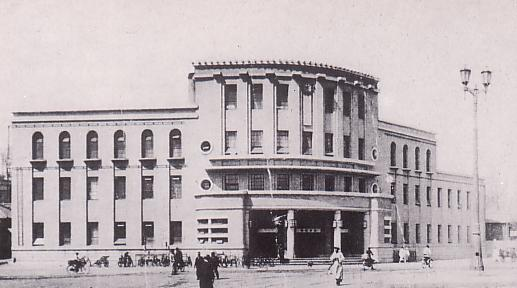
平壌府庁
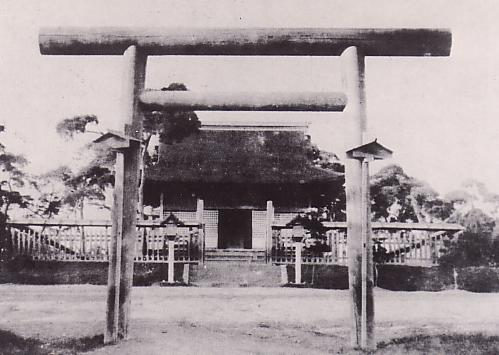
平壌神社
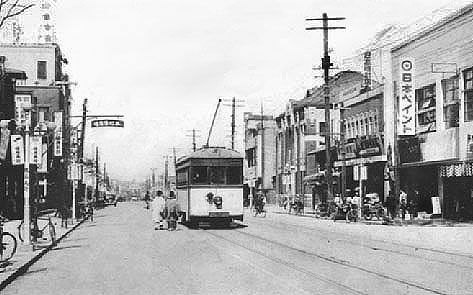
戦前の平壌市電
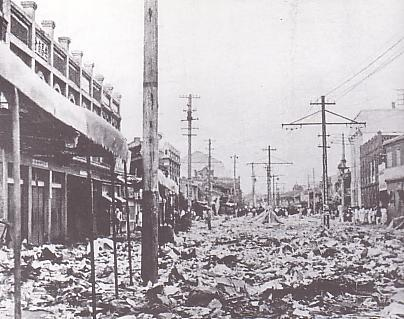
朝鮮排華事件で焼け落ちた平壌中華街
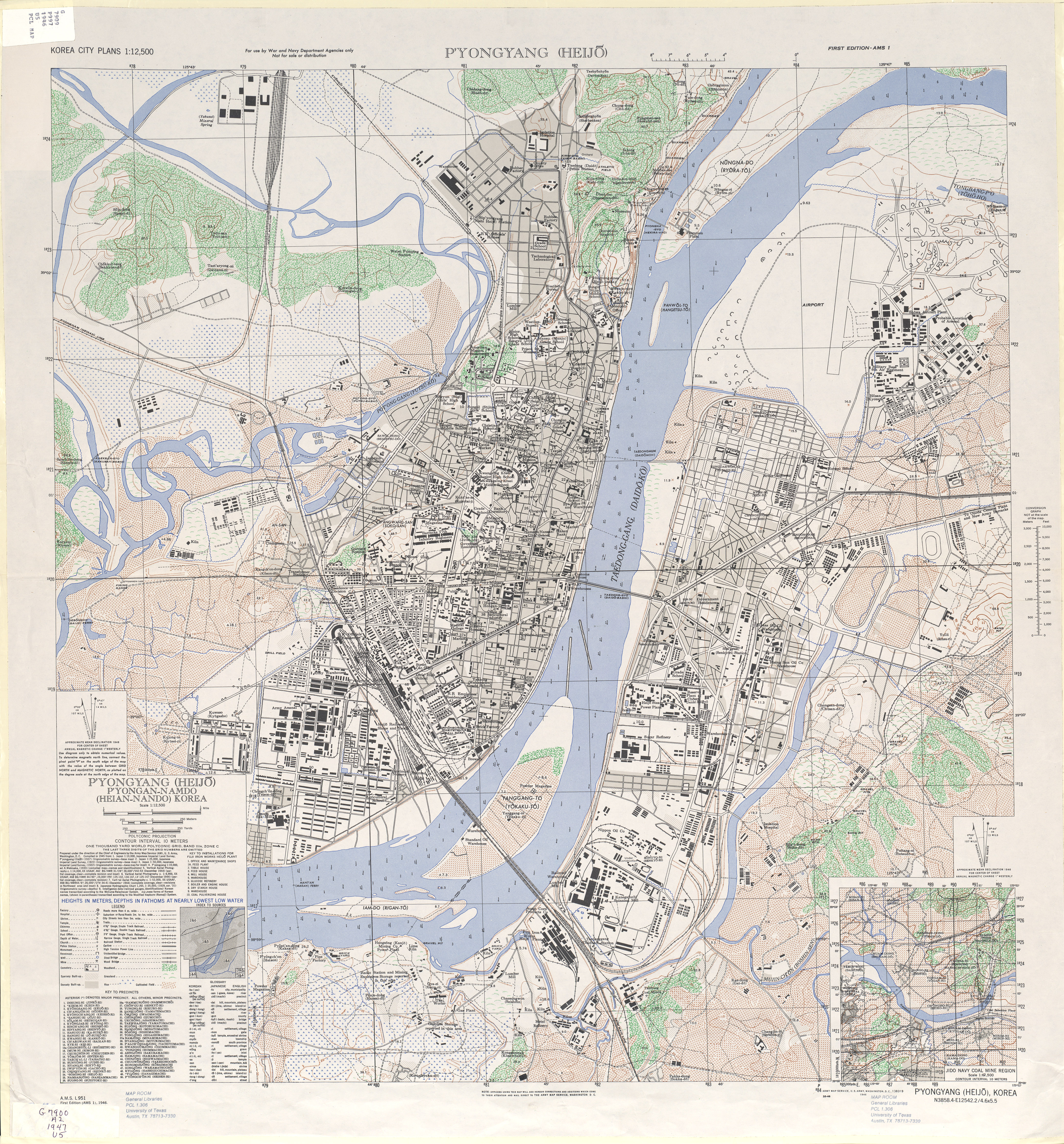
アメリカ軍が1946年に作成した平壌市街地図

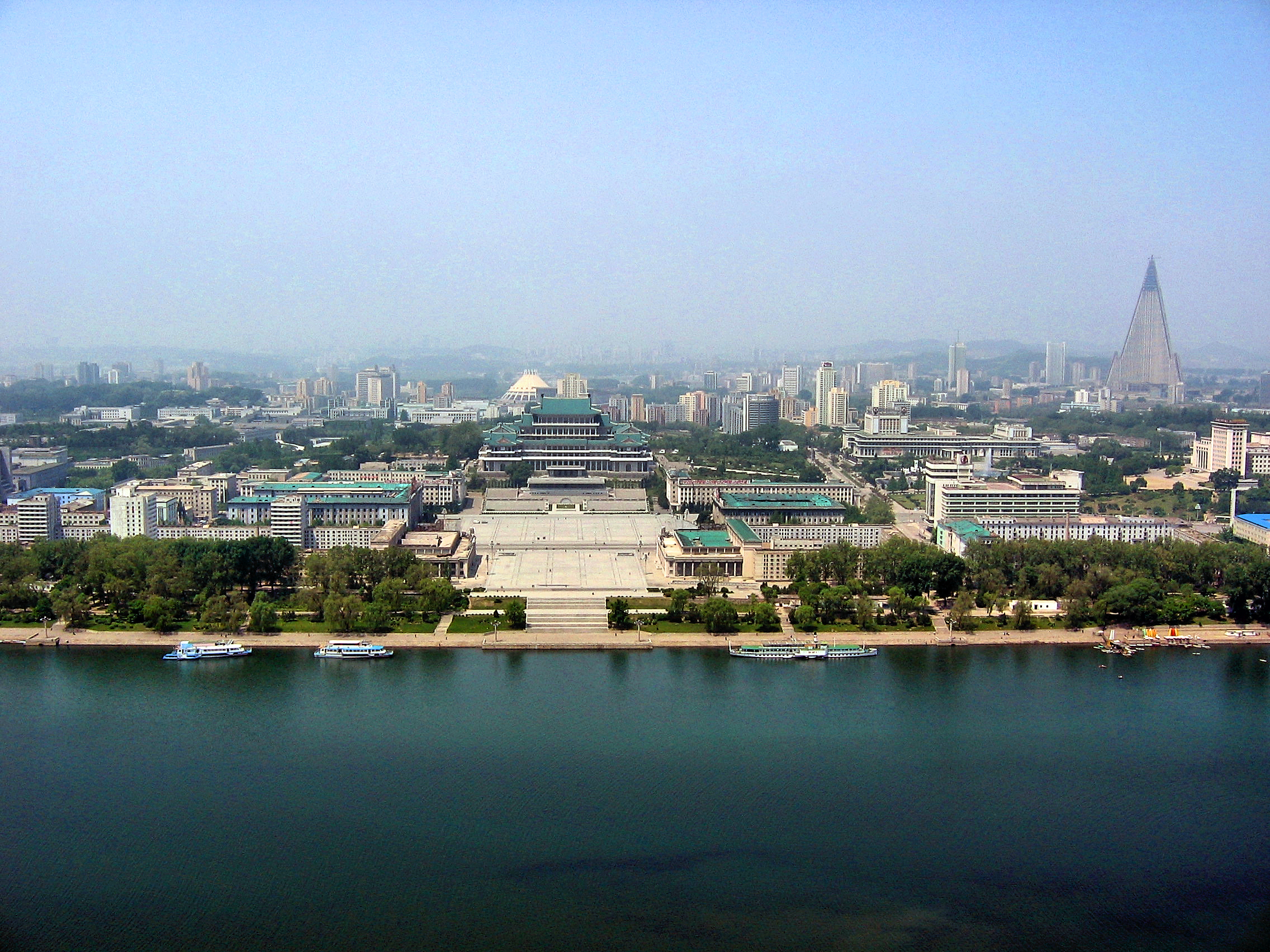
主体思想塔から見た金日成広場と平壌中心部

1945年（昭和20年）にソビエト連邦軍（赤軍）が北緯38度線以北を占領するとソ連軍政の中心地となり、1946年に行政機関である平壌市人民委員会が設置され、1948年の朝鮮民主主義人民共和国成立により事実上の首都となった。しかし1950年に北朝鮮の韓国侵攻により勃発した朝鮮戦争では、アメリカ軍を中心とする国連軍の激しい空爆を受けた上に、国連軍の占領下になった後は、これに対して朝鮮人民軍や中国人民志願軍による攻撃が行われたことで、市街地は大きく破壊された。
停戦実現後、ソ連の援助で街は急速に復興を始める。朝鮮建築家同盟創設メンバーのひとりで、戦前の日本にて建築学を学んだ経験を持つ金正煕（キム・ジョンヒ）が金日成に登用され、モスクワ建築アカデミー留学後、1951年に「平壌市復旧建設総合計画」をデザインし、1953年に正式採用とされ、巨大なパレードを行える「社会主義国」特有の広場整備や、北朝鮮風のアレンジが加えられたスターリン様式建築（その他、ブラジル人建築家オスカー・ニーマイヤーの影響を大きく受けたとされるモダニズム建築）といった近代的でプロパガンダ色の濃い計画都市への変貌が始まる。
前述の建築家「金正煕」については、2021年3月より日本建築学会による下記研究論文がネット上にて公開されている。
- 日本建築学会計画系論文集 第86巻 第781号 1103 - 1113「北朝鮮の都市計画家・金正煕 朝鮮戦争休戦（1953年）以前の履歴解明とその分析」（著：谷川竜一（金沢大学人文学系准教授）[12]、ドミトリー・クズネツォフ (研究者)）（東京大学大学院工学系研究科博士課程）[13]）

1968年には平安南道の道庁機能を平城市に移して直轄市となり、1972年に正式に首都となった。1980年代以降、金日成や主体思想を称える記念碑や建築物、競技場やホテルが多数建設された。
2025年現在は「平壌市5万世帯住宅建設構想」が金正恩総書記の指示で進められ、当局による身上調査をクリアした数万人の軍人と突撃隊（中央・地方）が動員されている。しかし、地球温暖化により猛暑日の増えた平壌であまりに多くの人員を一気呵成に投入したため現場周辺の治安は悪化し、物資不足の中で窃盗・密輸・集団暴行・性犯罪などが発生している。

## 行政区域

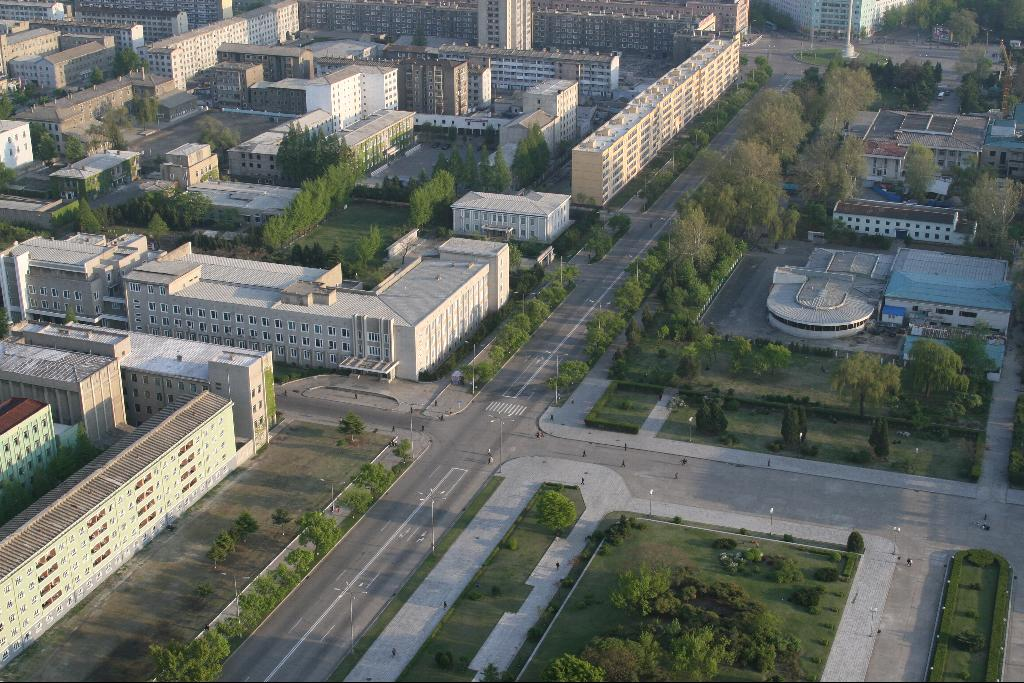
主体思想塔から見た大同江東岸の市街地

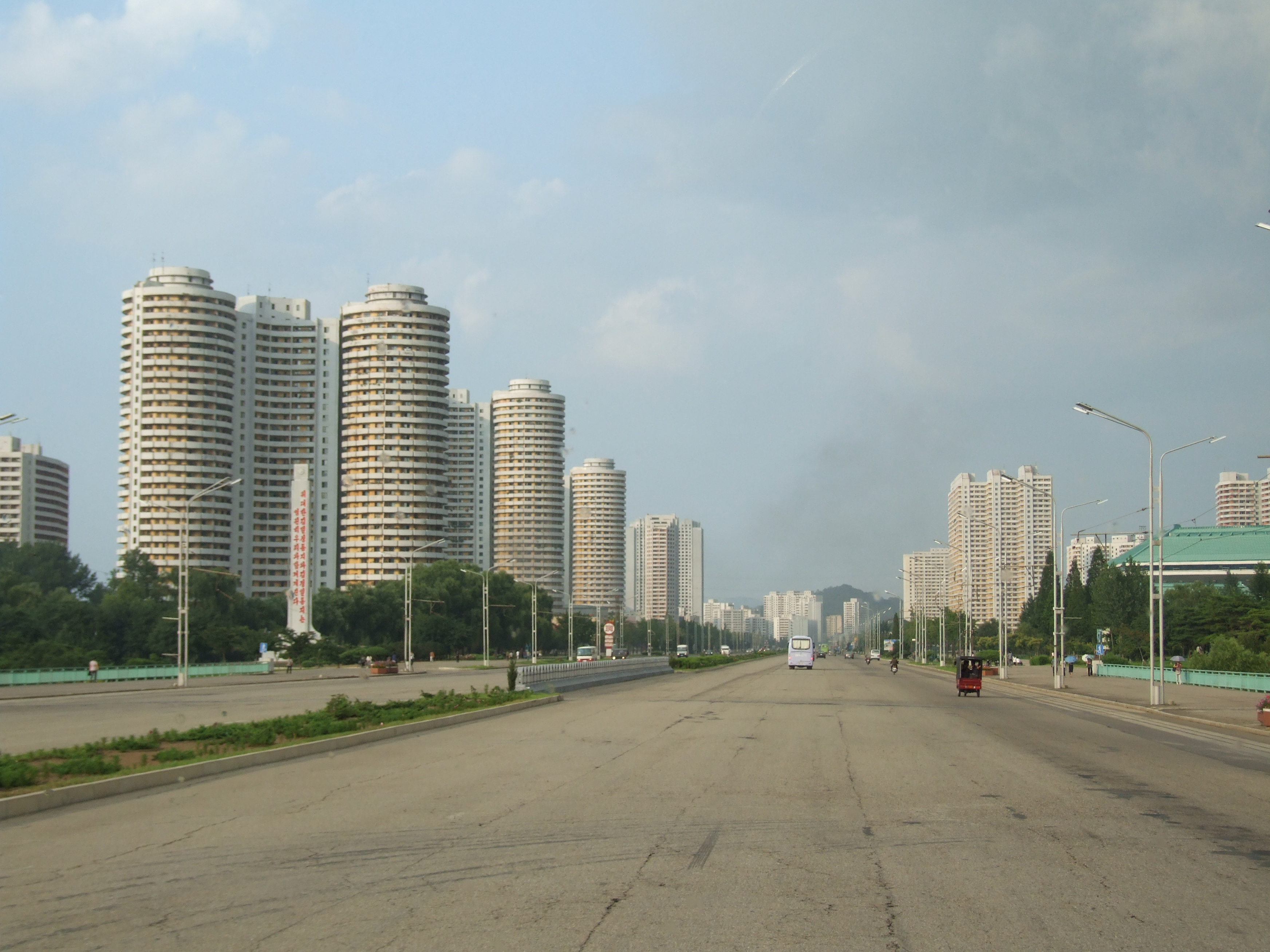
光復通り。1989年に第13回世界青年学生祭典に合わせて建設した。高層アパートや平壌サーカス劇場などがある

平壌市は19「区域」と4郡に区分されている。ただし、2011年2月には食糧難により、勝湖区域、江南郡、祥原郡、中和郡の4つの郡・区域を黄海北道に編入し、約2630平方キロメートルの市域面積を約半分にして市域人口も50万人ほど減らしたとされる。ただし、アジア経済研究所図書館はこの件に関して江南郡及び中和郡の黄海北道移管は不確実であり、黄海北道への移管が報じられた4区域・郡の人口を足しても32万人程度であることから市域人口を50万人削減したとする見解は誤りであると指摘しており、江東郡が黄海北道に移管されたとの情報があるとも述べている。移管が報じられた平壌市民にはこれまで配給制度が保障されていたが、深刻化する食糧難のため市の規模を縮小せざるを得なかったとみられる。しかし、江南郡は2011年に黄海北道から平壌市に再び編入された。また、江東郡は2025年2月時点で平壌市に属していることが朝鮮中央通信及び朝鮮新報の報道から判明している。
市の管轄区域はこの他にも各地に飛び地として存在しているとみられており、平安北道香山郡に所在する国際親善展覧館および金日成の別荘がある妙香山の一帯、ミサイル開発の重要拠点である平安北道亀城市の方峴洞が挙げられている。ミサイル開発に従事する科学者や技術者の士気を高めるため、地方都市の市民の身分ではなく、平壌市民並みの配給と特権を与えることが目的であろうとされている。

### 区域部
- 中区域 - 중구역【中區域】Jung-guyŏk （チュングヨク）
- 平川区域 - 평천구역【平川區域】Phyŏngchŏn-guyŏk （ピョンチョングヨク）
- 普通江区域 - 보통강구역【普通江區域】Pothonggang-guyŏk （ポトンガングヨク）
- 牡丹峰区域 - 모란봉구역【牡丹峰區域】Moranbong-guyŏk （モランボングヨク）
- 西城区域 - 서성구역【西城區域】Sŏsŏng-guyŏk （ソソングヨク）
- 船橋区域 - 선교구역【船橋區域】Sŏngyo-guyŏk （ソンギョグヨク）
- 東大院区域 - 동대원구역【東大院區域】Tongdaewŏn-guyŏk （トンデウォングヨク）
- 大同江区域 - 대동강구역【大同江區域】Taedonggang-guyŏk （テドンガングヨク）
- 寺洞区域 - 사동구역【寺洞區域】Sadong-guyŏk （サドングヨク）
- 大城区域 - 대성구역【大城區域】Taesŏng-guyŏk （テソングヨク）
- 万景台区域 - 만경대구역【萬景臺區域】Mangyŏngdae-guyŏk （マンギョンデグヨク）
- 兄弟山区域 - 형제산구역【兄弟山區域】Hyŏngjesan-guyŏk （ヒョンジェサングヨク）
- 龍城区域 - 룡성구역【龍城區域】Ryongsŏng-guyŏk （リョンソングヨク）
- 三石区域 - 삼석구역【三石區域】Samsŏk-guyŏk （サムソックヨク）
- 力浦区域 - 력포구역【力浦區域】Ryŏkpho-guyŏk （リョクポグヨク）
- 楽浪区域 - 락랑구역【樂浪區域】Rangrang-guyŏk （ランナングヨク）
- 順安区域 - 순안구역【順安區域】Sunan-guyŏk （スナングヨク）
- 恩情区域 - 은정구역【恩情區域】Ŭnjŏng-guyŏk （ウンジョングヨク）
- 和盛区域 - 화성구역【和盛區域】Hwasŏng-guyŏk （ファソングヨク）

### 郡部
- 江東郡 - 강동군【江東郡】Kangdong-gun （カンドングン）
- 江南郡 - 강남군【江南郡】Kangnam-gun （カンナムグン）

### 洞部
- 方峴洞 - 방현동【方峴洞】Panghyŏn-dong

### 年表
この節の出典
- 1912年 - 平安南道所属の平壌府が発足。
- 1914年4月1日 - 郡面併合により、旧平壌府を分割し、中心地域の隆興面・隆徳面および内川面・外川面・大興面・林原面の各一部を新たな平壌府として指定する。周辺地域の大部分が大同郡となり、徳山面が平原郡に、金呂垈面の一部が江西郡に、南祭山面・乭串面の各一部が中和郡に編入した。
- 1928年3月 - 大同郡龍山面・西川面・大同江面の各一部を編入。
- 1939年 - 大同郡西川面・大同江面・古平面の各一部を編入。
- 1940年代初頭 - 大同郡秋乙美面・栗里面の各一部を編入。
- 1945年8月15日 - 光復。
- 1946年9月 - 北朝鮮人民委員会により、平安南道から分離され、平壌市に昇格。日本式の町を洞に改編。(4区)
  - 中区・東区・西区・北区を設置。
  - 平安南道大同郡林原面の一部が北区に編入。
- 1947年 - 東区の一部が平安南道中和郡南串面に編入。(5区)
- 1948年7月 (5区)
  - 中区・西区の各一部区域を分離し、南区を設置。
  - 平安南道大同郡古平面の一部が南区に編入。
- 1952年12月 - 郡面里統廃合により、区が区域に改称。(5区域)
  - 平安南道大同郡林原面の一部が西区域に編入。
  - 平安南道中和郡南串面の一部が東区域に編入。
- 1955年2月 - 都市部の里を洞に改編。(5区域)
- 1957年4月 - 平安南道大同郡の一部(清渓里・西浦里の各一部)が西区域に編入。(5区域)
- 1958年6月 - 西区域・北区域の各一部を分離し、大城区域を設置。(6区域)
- 1959年2月 (6区域)
  - 平安南道大同郡の一部(西浦里・下堂里)が西区域に編入。
  - 平安南道大同郡の一部(和盛里・清渓里)が大城区域に編入。
- 1959年9月 (11区域)
  - 中区域・南区域の各一部が平安南道大同郡の一部(大同邑・万景台里・龍峯里・龍山里・棠村里・古泉里)と合併し、万景台区域が発足。
  - 大城区域の一部が平安南道順安郡の一部(新美里・中二里・龍城労働者区・馬山里・西里・下次里・下里)と合併し、龍城区域が発足。
  - 平安南道勝湖郡の一部(湖南里・円興里・元新里・大泉里・聖文里・魯山里・三石里)、江東郡の一部(広徳里・三成里・道徳里)が合併し、三石区域が発足。
  - 平安南道勝湖郡の一部(勝湖邑・梨川里・槐陰里・立石里・梨峴里・五柳里・大園里・鳳島里・金灘里)、中和郡の一部(楸塘里・堂井里・大峴里・石井里)が合併し、勝湖区域が発足。
  - 東区域の一部が平安南道江南郡の一部(猿岩労働者区・松南里・甫城里・南寺里)、中和郡の一部(柳巣里・柳絃里・力浦里・陽陰里)と合併し、楽浪区域が発足。
  - 東区域が船橋区域に改称。
  - 西区域が西城区域に改称。
  - 南区域が外城区域に改称。
  - 北区域が寺洞区域に改称。
  - 平安南道大同郡の一部(川南里)、平安南道順安郡の一部(鶴山里・新間里)が西城区域に編入。
- 1960年10月 (18区域)
  - 外城区域の一部を分離し、平川区域を設置。
  - 中区域・外城区域の各一部を分離し、普通江区域を設置。
  - 西城区域・大城区域の各一部を分離し、牡丹峰区域を設置。
  - 船橋区域・寺洞区域の各一部を分離し、東大院区域を設置。
  - 寺洞区域・船橋区域の各一部を分離し、大同江区域を設置。
  - 楽浪区域・勝湖区域の各一部を分離し、力浦区域を設置。
  - 西城区域・万景台区域・龍城区域の各一部が平安南道順安郡の一部(大陽里の一部)と合併し、兄弟山区域が発足。
  - 平安南道江東郡の一部(金玉里・貨泉里・三青里)が勝湖区域に編入。
  - 平安南道大同郡の一部(金泉里の一部)が万景台区域に編入。
- 1963年5月 - 平安南道中和郡・江南郡・祥原郡が平壌市に移管。(18区域3郡)
- 1965年1月 - 江南郡の一部(金垈里・碧只島里)が楽浪区域に編入。(18区域3郡)
- 1965年 (18区域3郡)
  - 中和郡の一部(戊辰里)が力浦区域に編入。
  - 祥原郡の一部(徳洞里)が寺洞区域に編入。
  - 龍城区域の一部が平安南道順川郡の一部(鳳鶴里・舎人里・㯖山里)、順安郡の一部(上次里)と合併し、平安南道平城区となる。
- 1966年3月 - 平安南道大同郡の一部(大平里・金泉里・望日里・元魯里)が万景台区域に編入。(18区域3郡)
- 1967年 - 万景台区域の一部(元魯里の一部)が平安南道大同郡元川里に編入。(18区域3郡)
- 1967年10月 - 江南郡の一部(白雲里・真広里・東山里・乾山里および唐谷里の一部)が中和郡に編入。(18区域3郡)
- 1972年4月 - 平安南道順安郡の一部(順安邑・宅庵里・九瑞里・星州里・梧山里・安興里・龍伏里・山陽里・在京里・川東里・大陽里)を編入し、順安区域を設置。(19区域3郡)
- 1979年12月 - 中区域・外城区域が合併し、中区域が発足。(18区域3郡)
- 1981年10月 - 大同江区域の一部を分離し、紋繍区域を設置。(19区域3郡)
- 1983年3月 (18区域4郡)
  - 紋繍区域が大同江区域に編入。
  - 平安南道江東郡が平壌市に移管。
- 1995年5月 - 平安南道平城市の一部(㯖山洞・裴山洞および地境洞・松嶺洞の各一部)が分離し、恩情区域が発足。(19区域4郡)
- 1995年11月 (19区域4郡)
  - 平安南道成川郡の一部(百源労働者区の一部)が江東郡に編入。
  - 黄海北道延山郡の一部(松山里の一部)が祥原郡に編入。
- 1996年6月 - 平安南道平原郡の一部(石岩里の一部)が順安区域に編入。(19区域4郡)
- 1999年12月 - 平安南道平城市の一部(敬信里の一部)が江東郡に編入。(19区域4郡)
- 2000年11月 - 平安南道平城市の一部(松嶺洞の一部)が恩情区域に編入。(19区域4郡)
- 2010年末 - 勝湖区域・祥原郡・中和郡・江南郡が黄海北道に編入。(18区域1郡)
- 2011年 - 江南郡が再び平壌市に編入。(18区域2郡)
- 2018年2月10日 - 平安北道亀城市方峴洞が平壌市に編入。(18区域1郡1洞)[21]
- 2022年4月14日 - 最高人民会議常任委員会政令950号で和盛区域を新設[22]（19区域1郡1洞）。

## 世界遺産
- 高句麗古墳群（2004年、ユネスコの世界遺産に指定） - 平壌から車で約30分

## 観光名所
- 金日成広場

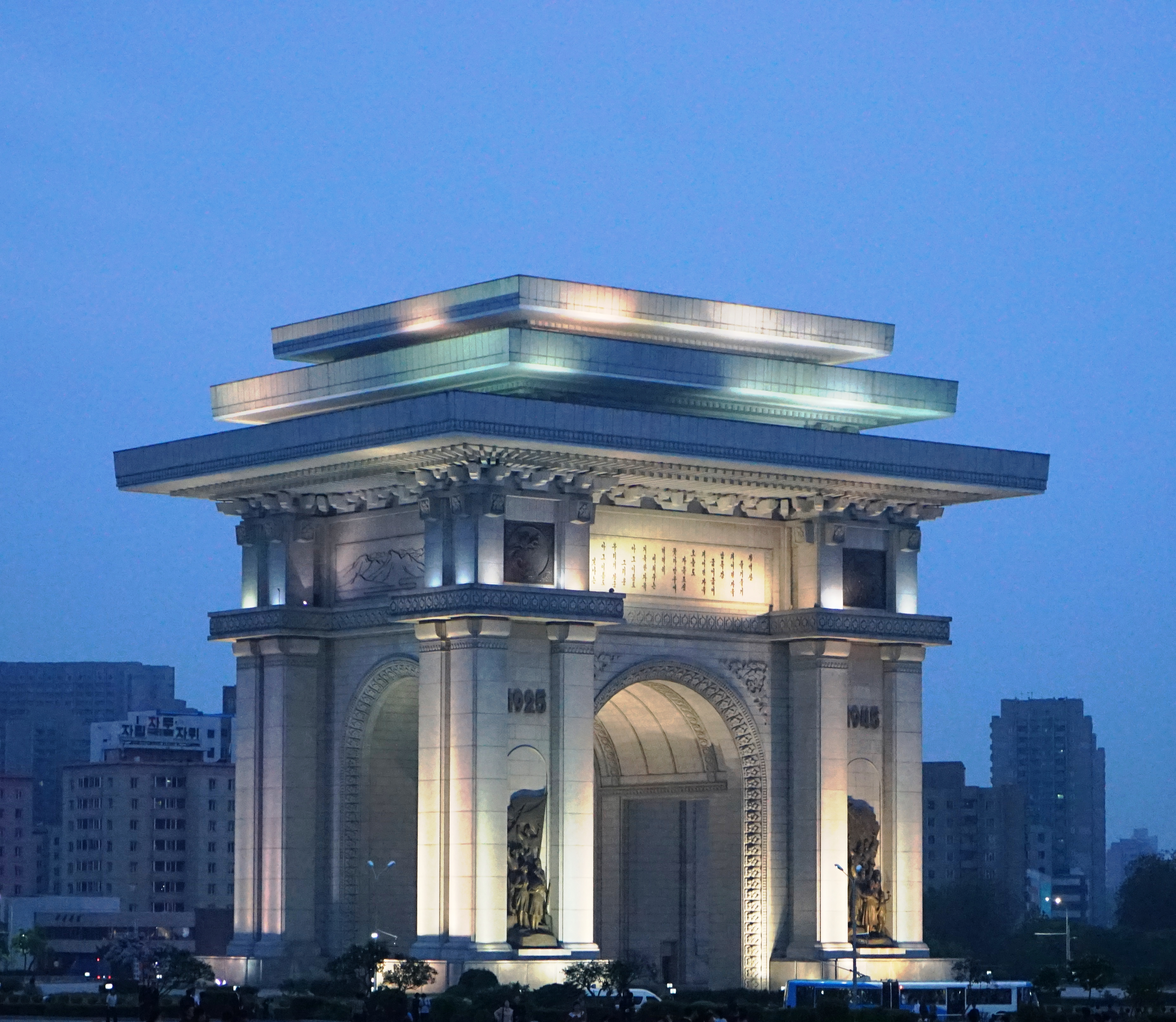
凱旋門

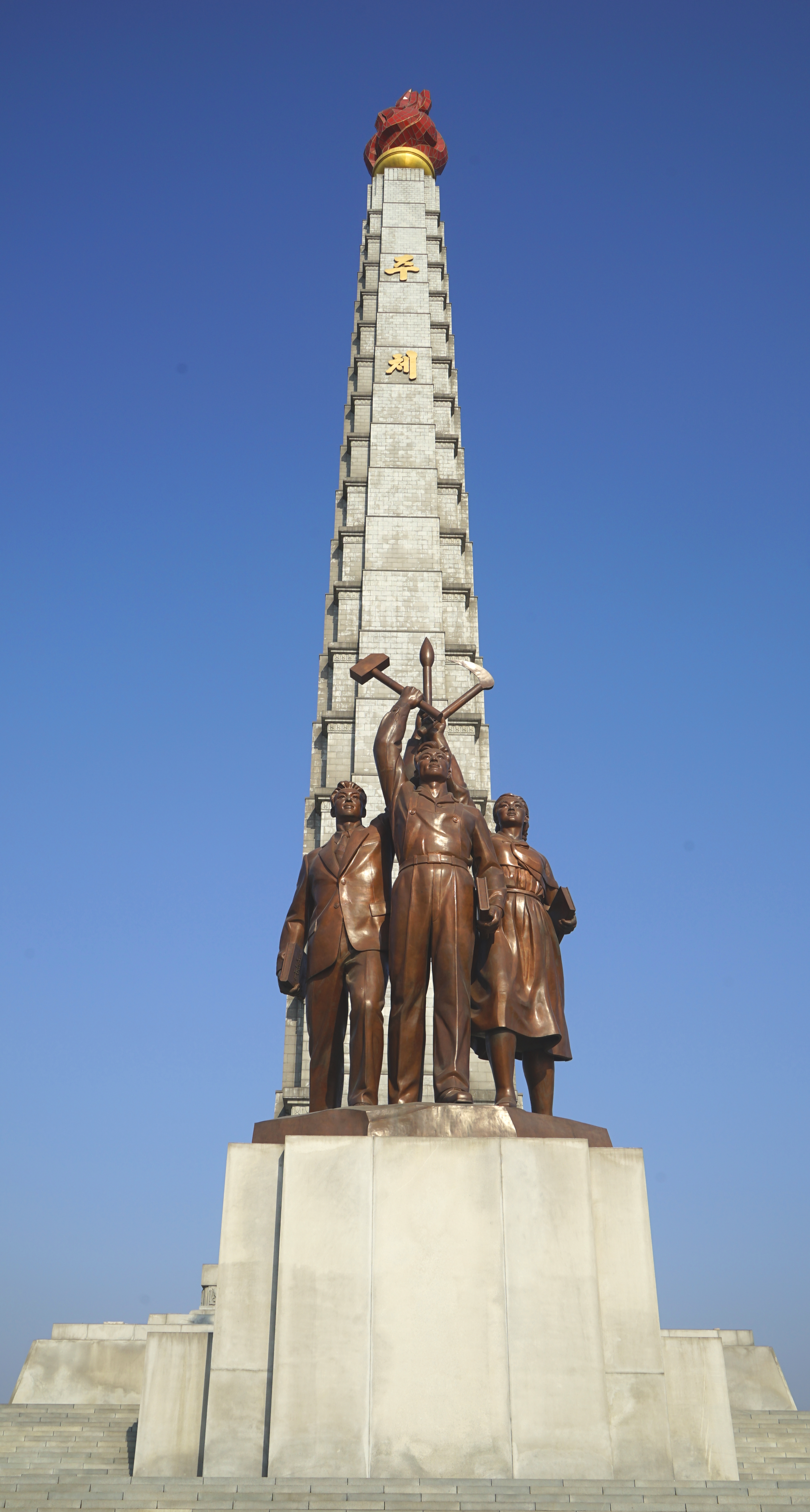
主体思想塔

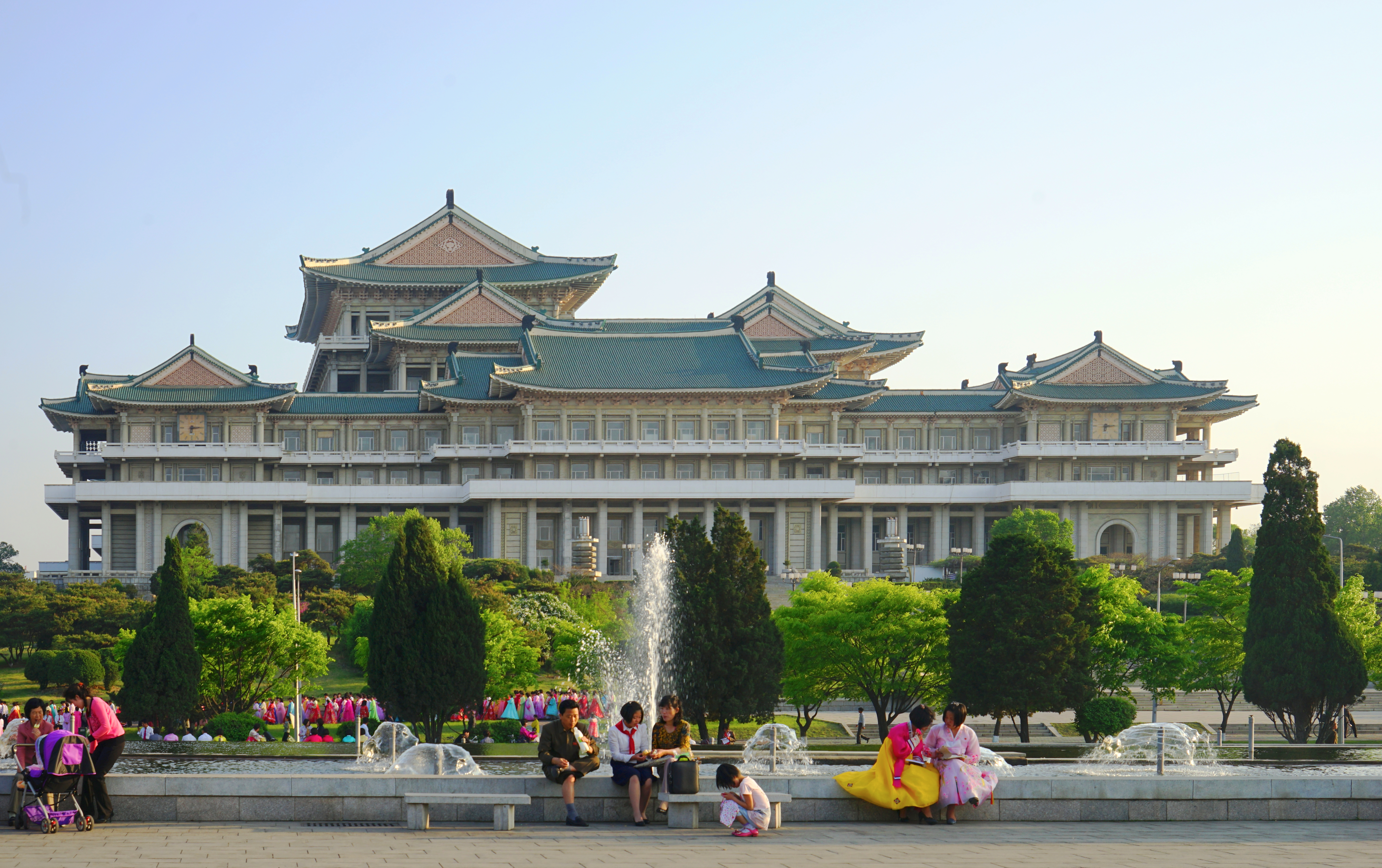
人民大学習堂

- 主体思想塔 - 高さ170mの石塔で標高150mに展望台がある
- 万景台（マンギョンデ） - 「金日成主席の生家があった地」とされている。万景台遊戯場が隣接する。その最高峰が万景峰である。
- 牡丹峰（モランボン） - 市街北部の山。標高95m。一帯は公園（牡丹峰青年公園）であり記念物や金日成競技場などがあり、アイドルグループ牡丹峰楽団も有名。
- 凱旋門 - パリのエトワール凱旋門より10m高く世界一とされる。
- 千里馬銅像（英語版、中国語版、朝鮮語版）
- 大同門（テドンムン）
- 練光亭（李氏朝鮮王朝時代）
- 高句麗平壌城（高句麗時代）
- 平壌東大門（李氏朝鮮王朝時代）
- 檀君陵（古朝鮮の伝説の人物とされている檀君の墓）
- 永生塔（朝鮮語版）
- 定陵寺
- 蒼光山
- 鳳火山
  - 鳳火山公園

## 再開発街区
- 倉田通り（チャンジョン-）
- 銀河科学者通り（ウナ-）
- 未来科学者通り（ミレ-）
- 黎明通り（リョミョン-）

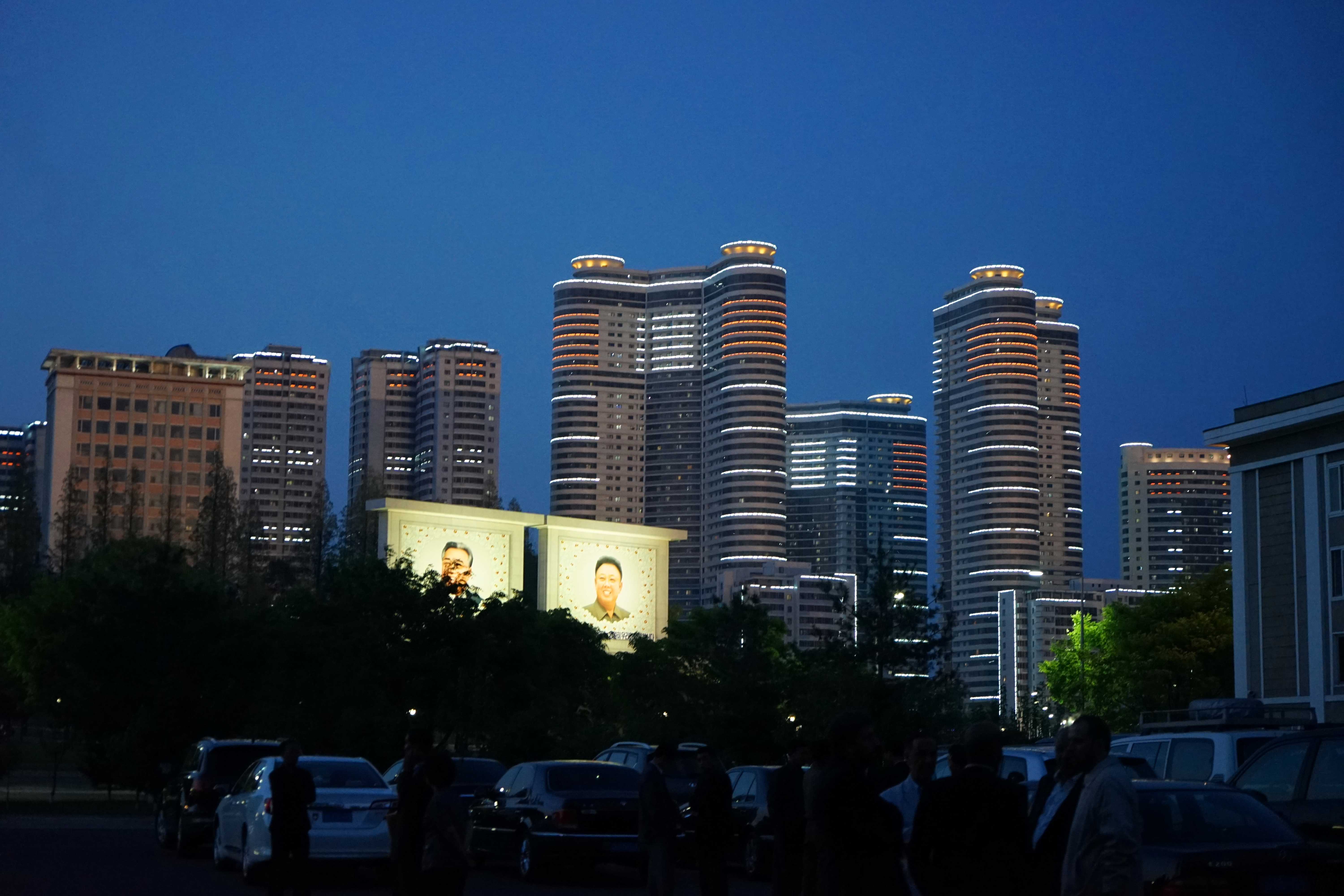
倉田通り
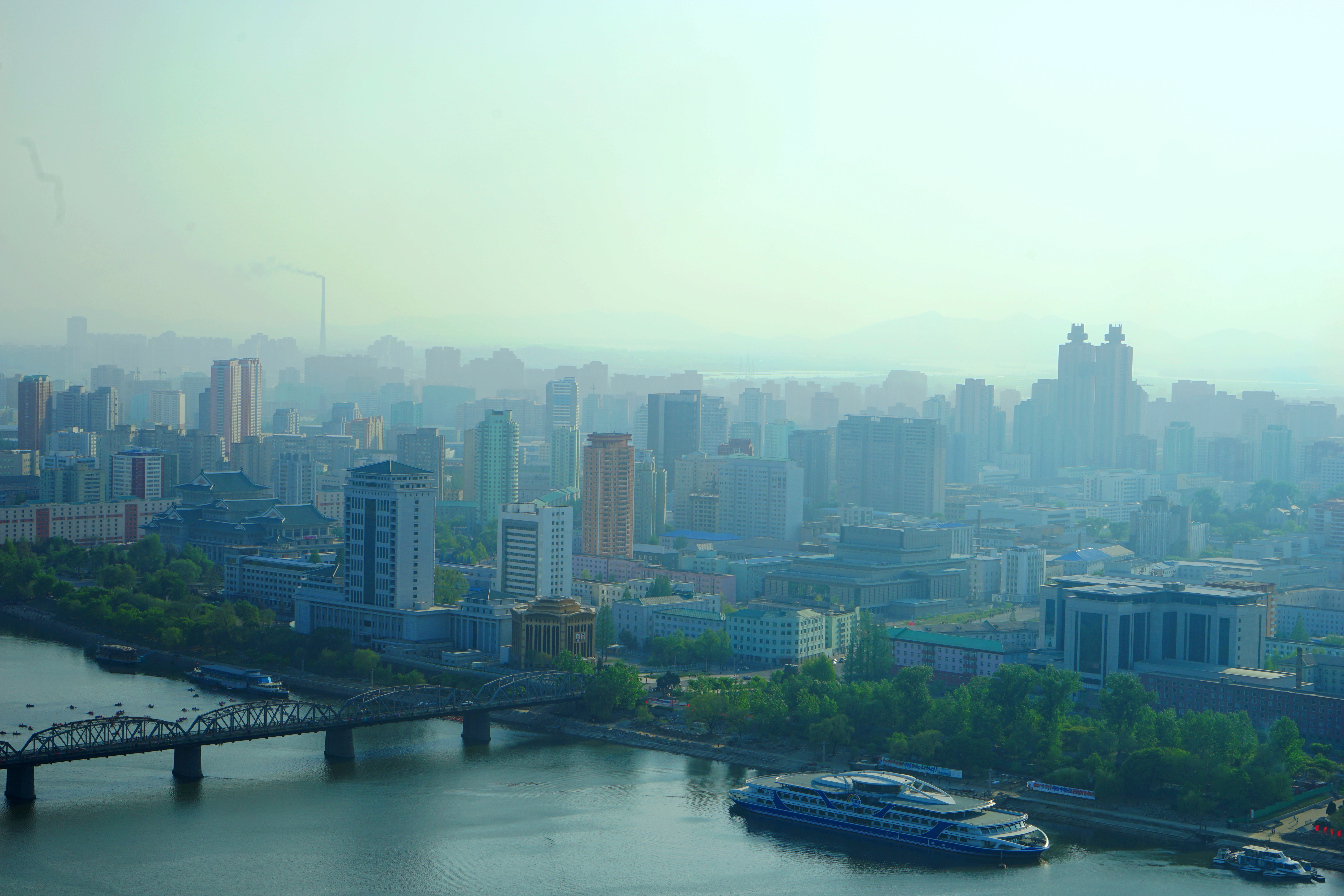
大同江西岸沿いの風景
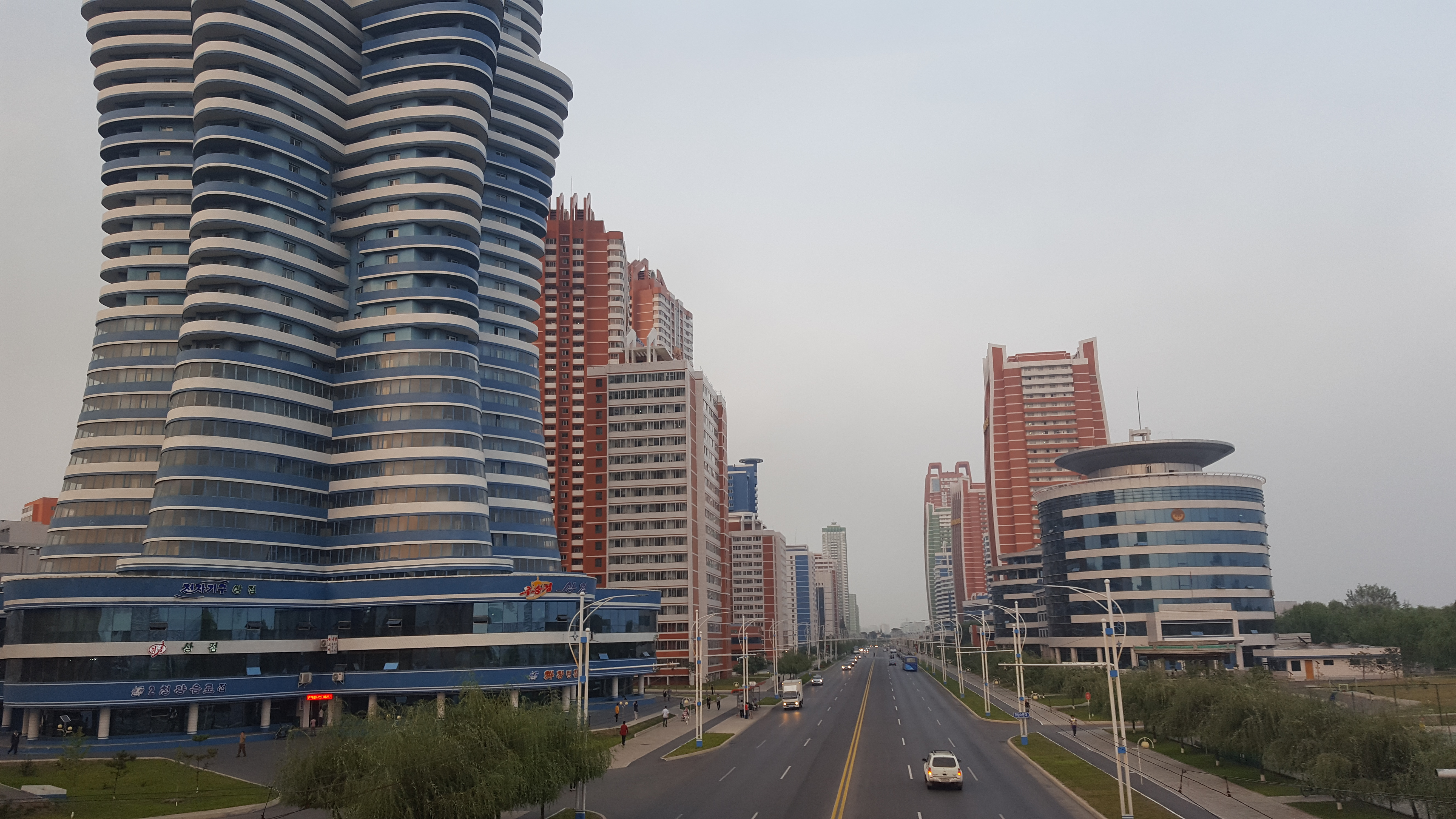
未来科学者通り。金策工業総合大学の関係者の集合住宅街。
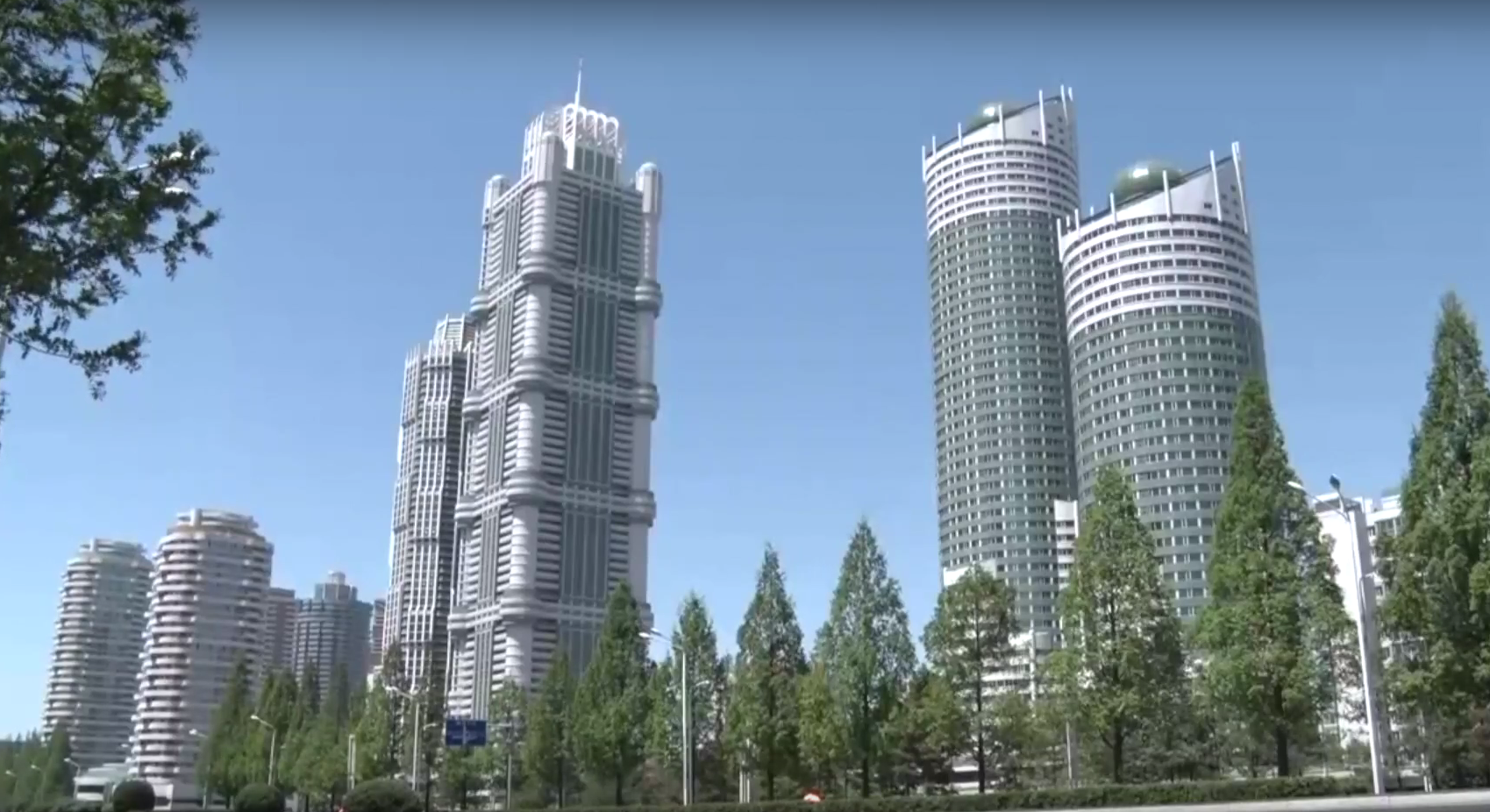
黎明通り。金日成総合大学の関係者の集合住宅街。

## 政治機関等
- 万寿台議事堂（最高人民会議）
- 朝鮮労働党中央委員会本部庁舎

## 大学
- 金日成総合大学
- 金日成放送大学
- 金日成軍事総合大学
- 康盤石遺子女大学（中国語版）
- 平壌外国語大学
- 金策工業総合大学
- 金亨稷師範大学（朝鮮語版、中国語版）
- 金哲柱師範大学（中国語版）
- 韓徳銖平壌軽工業大学（中国語版）
- 張哲九平壌商業大学
- 平壌医科大学
- 平壌理科大学
- 平壌機械大学（中国語版）
- 平壌鉄道大学
- 平壌教員大学
- 平壌農業大学
- 平壌印刷工業大学
- 平壌美術大学（朝鮮語版、ノルウェー語版）
- 平壌建築大学（朝鮮語版、中国語版）
- 平壌科学技術大学
- 金元均名称音楽総合大学
- 平壌演劇映画大学
- 朝鮮体育大学（中国語版）
- 人民経済大学（朝鮮語版、中国語版）
- 国際関係大学（朝鮮語版、中国語版）
- 金星政治大学（中国語版）
- 平川工業大学（中国語版）

## 学院
- 万景台革命学院
- 金星学院（中国語版）
- 平壌巧芸学院（朝鮮語版、中国語版）
- 金元均名称音楽総合大学平壌第1音楽学院（旧名称：平壌音楽学院）
- 金元均名称音楽総合大学平壌第2音楽学院（旧名称：金星学院芸術班）

## 中学校

### 初級・高級一貫校
- 平壌第1中学校（朝鮮語版）（普通江区域）
- 東平壌第1中学校
- 牡丹峰第1中学校（牡丹峰区域）

### 高級中学校
- 中区域・東岸（トンアン）高級中学校 - 早期声楽班を擁する。
- 船橋区域・栗谷（リュルゴク）高級中学校（インドネシア語版） - 児童音楽班を擁する。また、インドネシア、茨城朝鮮初中高級学校と友好関係にある。
- 平川区域・海運（ヘウン）高級中学校 - バレーボールの強豪校。
- 楽浪区域・勝利（スンリ）高級中学校

### 初級中学校
- 東大院区域・紋繍峰（ムンスボン）初級中学校

## 幼稚園
- 大同門（テドンムン）幼稚園（中区域） - 早期芸術教育を行っている。
- 蒼光（チャングァン）幼稚園（中区域） - 同上。
- 慶上（キョンサン）幼稚園（中区域） - 同上。
- 黎明幼稚園
- 普通江幼稚園

## 教育施設
- 万景台学生少年宮殿
- 平壌学生少年宮殿
- 人民大学習堂
- 中央階級教養館
- 朝鮮革命博物館
- 祖国解放戦争勝利記念館
- 万寿台創作社革命事績館
- 鉄道省革命事績館
- 3大革命展示館

## 食文化
平壌式冷麺が有名。他に甘肉（犬肉）、オリコギ（家鴨肉）など。
- 玉流館
- 清流館
- 蓮池館（中国語版）
- 香滿樓酒家（中国語版）
- イタリア料理専門食堂[23]
- 平壌アヒル肉専門食堂

## 施設

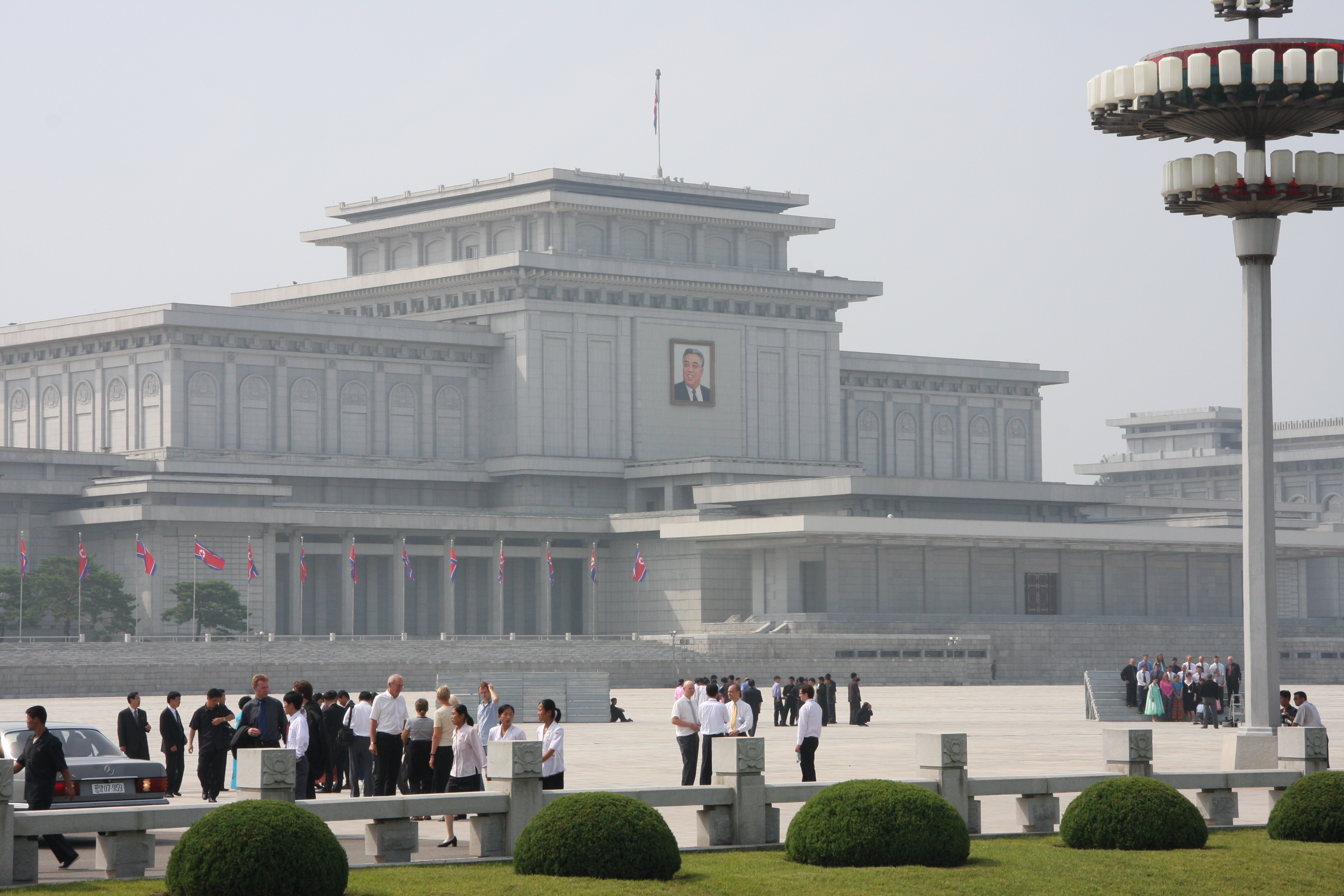
錦繍山太陽宮殿

### 史跡
- 大城山革命烈士陵
- 愛国烈士陵

### 博物館
- 朝鮮中央歴史博物館
- 朝鮮民俗博物館
- 朝鮮美術博物館
- 朝鮮革命博物館
- 党創建事績館（朝鮮語版、英語版）
- 月香展示館（中国語版）
- 平壌電影城（中国語版）
- 烽火里革命博物館（中国語版）
- 自然博物館

### 記念施設等
- 錦繍山太陽宮殿 - 金日成・金正日の遺体を保存
- 祖国解放戦争勝利記念館
- 三大革命展示館
- 祖国解放戦争記念塔
- 朝鮮労働党創建記念塔
- 統一戦線塔
- 解放塔
- 友誼塔
- 大城山革命烈士陵
- 白善行紀念館（中国語版）
- 党創立記念塔
- 普通江改修工事記念塔
- （祖国統一三大憲章記念塔、2024年1月に撤去[24]）

### 文化施設
- 平壌国際映画会館（朝鮮語版、ドイツ語版）
- 平壌大劇場
- 万景台区域 平壌サーカス劇場（朝鮮語版、ドイツ語版）
- 朝鮮人民軍サーカス劇場
- 4・25文化会館（旧2・8文化会館）
- 青年中央会館
- 東平壌大劇場
- 人民文化宮殿
- 朝鮮美術博物館
- 朝鮮革命博物館
- 朝鮮劇映画撮影所
- 万寿台創作社
- 国際文化センター
- 大同門映画館
- 万寿台芸術劇場
- 人民劇場
- 平壌第一百貨店（朝鮮語版、英語版）
- 平壌巧芸劇場
- 楽園映画館（朝鮮語版）
- 凱旋映画館（朝鮮語版）
- 牡丹峰劇場（朝鮮語版）
- 烽火芸術劇場
- 楽浪院
- 平壌ボウリング館
- 綾羅イルカ館
- 大同江区域 党創立記念塔
- 普通江区域 普通江改修工事記念塔
- 解放塔
- 普通門
- 美林競馬場
- 万景台区域 疲労回復館
- 万景台区域 ハンドボール館
- 万景台区域 軽競技館
- 万景台区域 重競技館
- 万景台区域 西山サッカー競技場
- 万景台区域 重量挙館
- 万景台区域 水泳館
- 万景台区域 バドミントン館
- 万景台区域 バレーボール館
- 万景台区域 バスケットボール館
- 中区域 平壌体育館
- 大同江区域 金陵運動館

### スポーツ施設

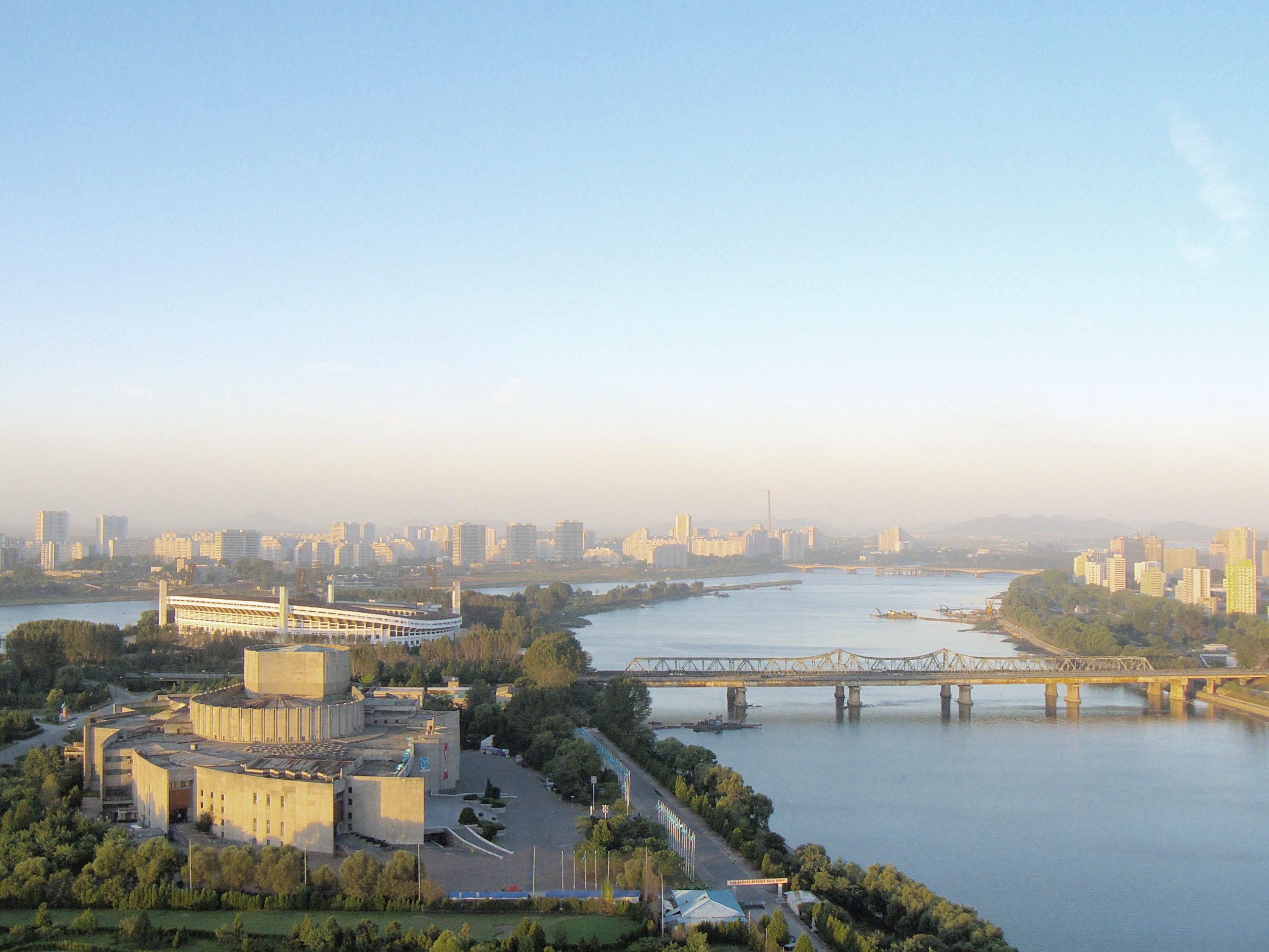
羊角島の競技場と平壌国際映画会館

- 金日成競技場 - 10万人収容、凱旋門付近
- 綾羅島5月1日競技場 - アリラン祭典が開かれる世界ランク第1位の15万人の収容能力を誇る巨大競技場、綾羅（ルンラ）島
- 羊角島競技場 - 羊角島[25]
- 平壌ボウリング館
- 平壌ゴルフ練習場
- 氷上館（アイススケートセンター）
- 蒼光院（総合ヘルスセンター）
- 平壤柳京鄭周永体育館
- 平壌体育館

他、市街地の西郊にあるニュータウン、青春通りにはソウルオリンピックと同時期に体操競技場やバスケットボール場などさまざまな体育施設が建設されるなど、市周辺には施設が多い。

### 娯楽施設

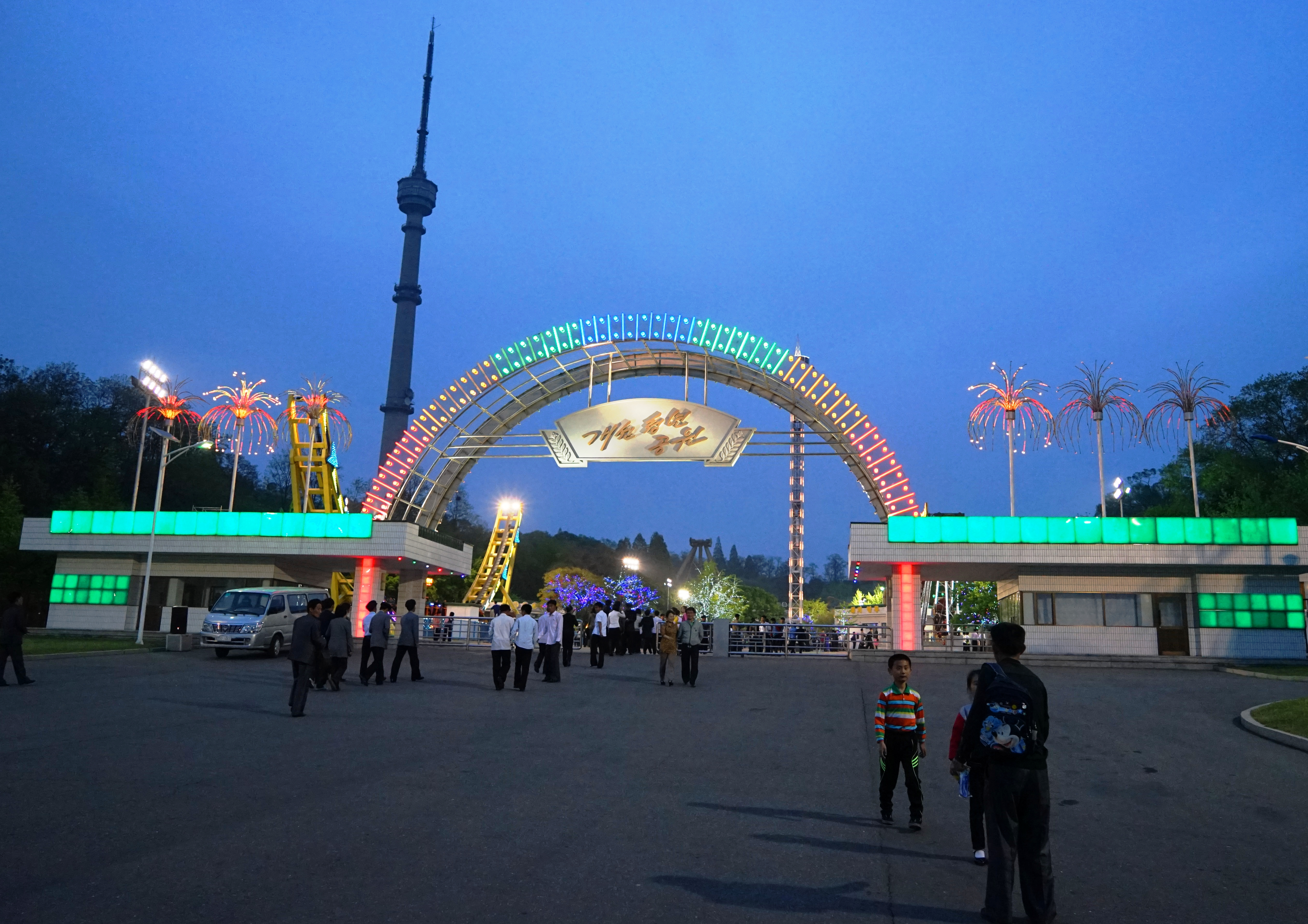
凱旋遊園地

- 万景台遊園地
- 大城山遊園地
- 普通江遊園地
- 長寿山遊園地
- 凱旋青年公園
- 中区域 鳥灘洞公園
- 万寿台噴水花草公園
- 朝鮮中央動物園
- 朝鮮中央植物園（中国語版）
- 紋繍遊泳場

### 主なホテル

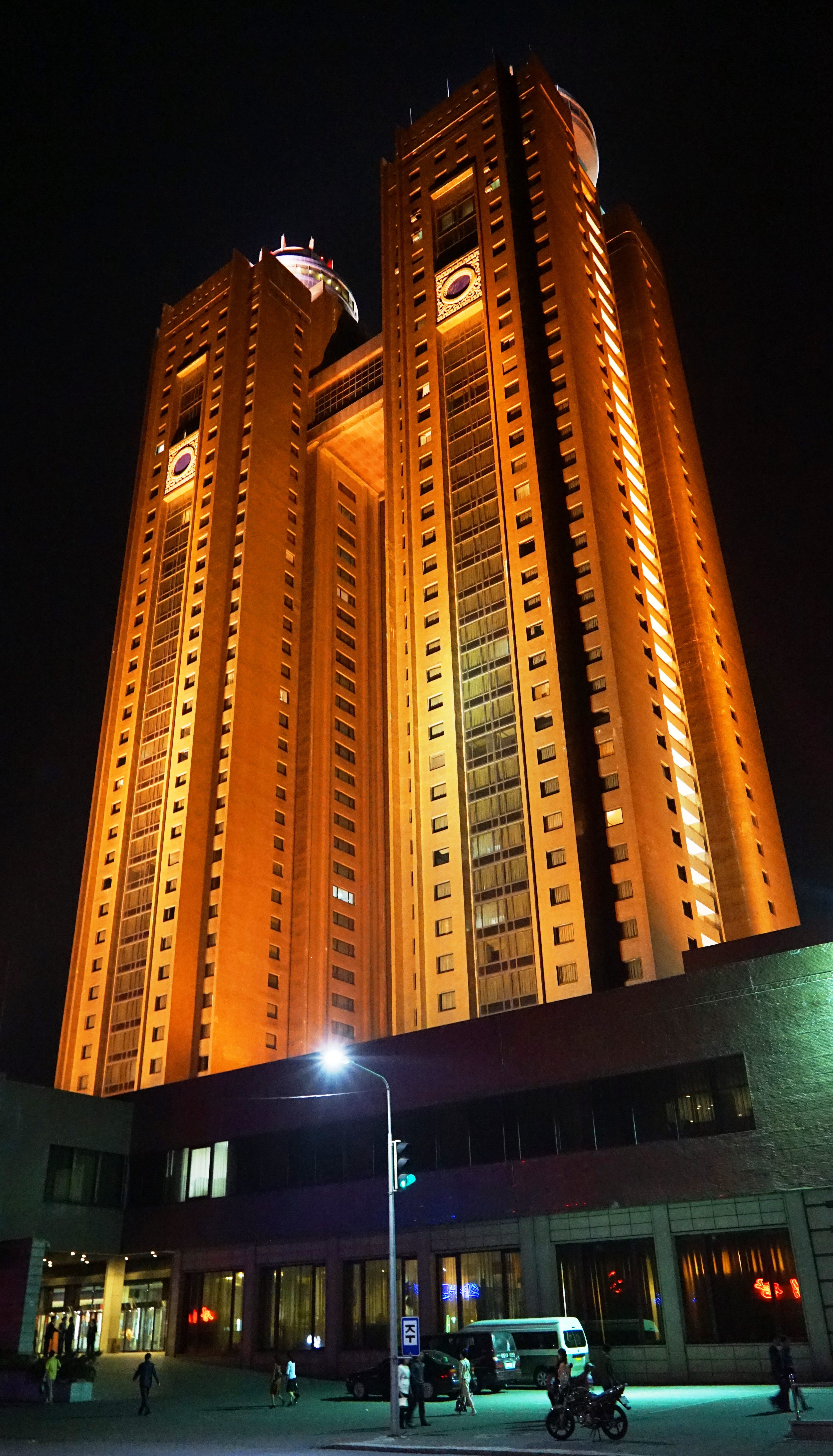
平壌高麗ホテル

| 等級 | 名称             | 所在地            | 備考               |
| ---- | ---------------- | ----------------- | ------------------ |
| 特級 | 平壌高麗ホテル   | 中区域東興洞      | 高さ140m、45階建。 |
| 特級 | 羊角島国際ホテル | 中区域柳城洞      | 高さ178m、48階建。 |
| 特級 | 普通江ホテル     | 平川区域鞍山洞    | 17階建             |
| 特級 | 牡丹峰ホテル     | 牡丹峰区域興富洞  |                    |
| 1級  | 西山ホテル       | 万景台区域祝典2洞 |                    |
| 1級  | 青年ホテル       | 万景台区域祝典2洞 |                    |
| 1級  | 蒼光山ホテル     | 中区域東城洞      |                    |
| 2級  | 平壌ホテル       | 中区域烏灘洞      |                    |
| 3級  | 解放山ホテル     | 中区域中城洞      |                    |
| 不明 | 楽浪ホテル       | 楽浪区域          |                    |
| 不明 | 蒼光外国人宿所   | 中区域            |                    |

- 柳京ホテル（リュギョンホテル）

105階建て330m超ホテルとして計画され、1987年に着工したものの予算面などから建設凍結と再開が繰り返される状態となっている。

### 展示場
- 料理科学技術成果資料展示場
- 3大革命展示館

### 商業施設

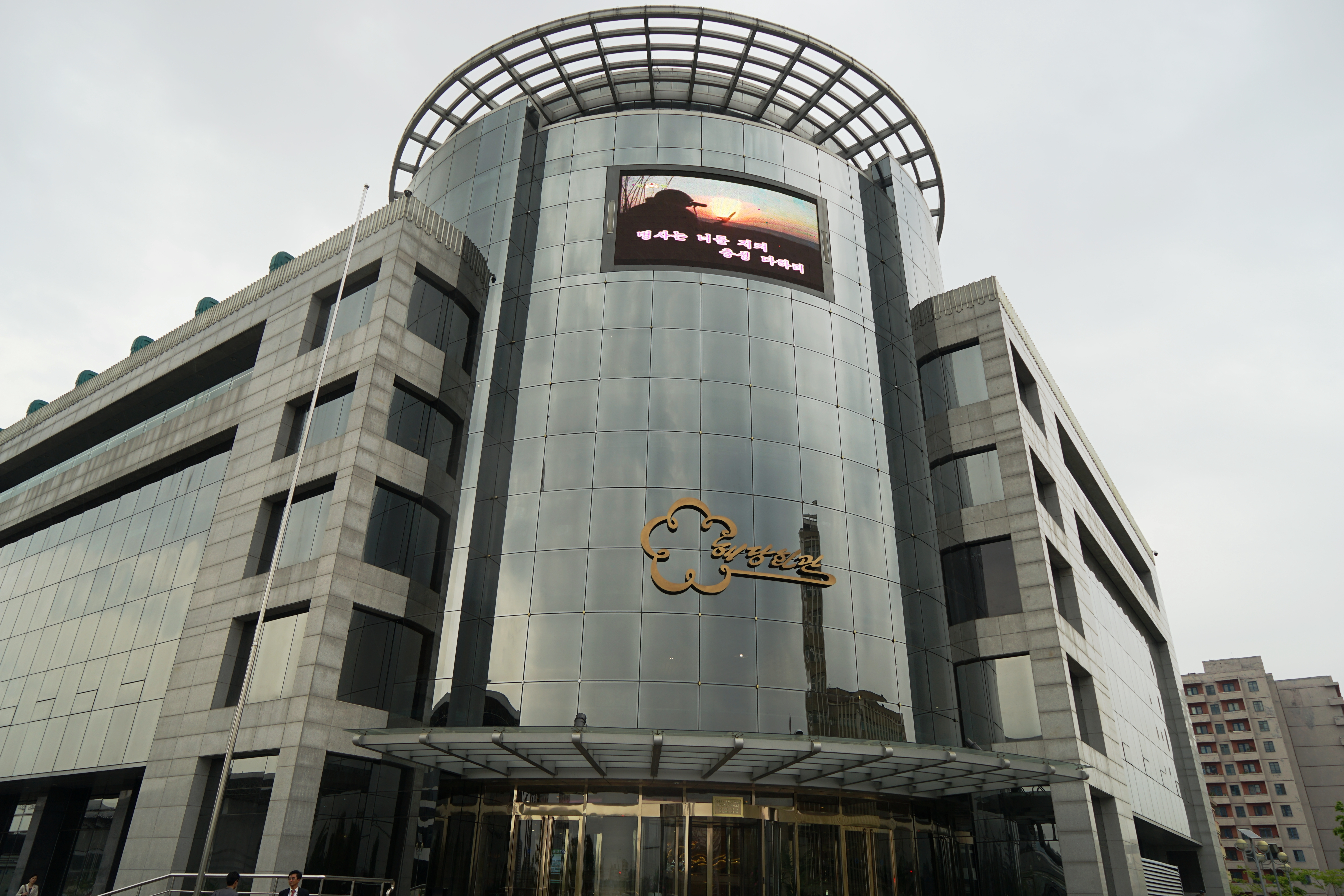
ヘダンファ館

- 大聖デパート
- 平壌第一百貨店
- 玉流館
- 海棠花館
- 普通江百貨店（英語版）

### 宗教施設
- 長忠大聖堂
- 鳳岫教会（朝鮮語版）
- チルゴル教会（朝鮮語版）
- 聖三位一体聖堂（貞栢寺院）

## 産業

### 本社を置く主な企業
- 高麗航空
- チェオテクノロジー
- 華麗銀行
- 朝鮮国際旅行社
- 万寿台創作社
- SEKスタジオ
- 労働新聞社
- 朝鮮労働党出版社
- 外国文総合出版社
- 朝鮮中央通信
- 朝鮮中央テレビ
- 万寿台テレビ
- 平壌放送
- 平壌FM放送
- 統一のこだま放送

### 平壌の企業所/工場

#### 機械
- 金鍾泰電気機関車連合企業所
- 平壌無軌道電車工場
- 勝利自動車工場
- 平和自動車（大韓民国との合弁）
- 龍城機械連合企業所
  - 軍需鉄工場
- 平壌通信機械工場
- 平壌自動化機械工場
- 平壌通信機械工場
- 平壌靴機械工場
- 平壌ベアリング工場
- 平壌昇降機工場

#### 発電
- 東平壌発電所

#### 金属/金属加工
- 平壌326電線工場

#### 窯業
- 平壌光学ガラス生産協同組合眼鏡製作所
- 復興セメント連合企業所

#### その他軽工業
- 平壌鞄工場
- 平壌靴工場
- 平壌靴下工場
- 柳原靴工場

#### 印刷
- 平壌総合印刷工場
- 牡丹峰区域出版物普及所（牡丹峰区域）

#### 繊維
- 9月紡織工場
- 金正淑平壌紡織工場
- 金正淑平壌製糸工場

#### 医療/化学
- 平壌製薬工場
- 平壌医療機器技術社
- 平壌化粧品工場

#### 食品加工
- 柳京キムチ工場
- 平壌基礎食品工場
- 柳京大豆加工品工場
- 大同江食料工場（大同江区域）
- 大同江ビール工場（寺洞区域）

#### 農林水産業

##### 工場での生産
- 柳京キノコ工場

##### 農場
- 将泉（チャンチョン）野菜専門協同農場（寺洞区域）
- 小新（ソシン）野菜専門協同農場（力浦区域）
- 兄山（ヒョンサン）野菜専門協同農場（兄弟山区域）
- 平壌樹木園（兄弟山区域）

##### 水産業
- 平壌ナマズ工場
- 平壌スッポン工場（旧名称：大同江スッポン工場）

## 交通

### 空港
- 平壌国際空港（順安国際空港）

### 鉄道
路線（朝鮮民主主義人民共和国の鉄道）
- 京義線（平釜線、平義線）
- 平南線
- 平元線（平羅線）
- 平徳線
- 平壌地下鉄
- 路面電車

### バス
- 北平壌地域 : 平壌第1旅客自動車作業所
  - 大城山 - 江東・三石・牡丹峰・美林・八骨間
  - リョンモッ洞 - 科学1洞・順安・平壌駅間
  - 龍城 - 美林・西城間
  - 西城 - 龍城・力浦間
  - 友誼塔 - 産業洞間

- 東平壌地域 : 平壌第2旅客自動車作業所
  - 大同江洞 - 大同門・美林・平壌第1百貨店間
  - 大園里 - 力浦陶磁器工場間
  - 寺洞 - 大同門洞
  - 船橋 - 平壌駅・平壌第1百貨店間
  - 松新 - 将進間
  - 紋繍 - 錦繍山太陽宮殿・大普洞間
  - 貞栢洞 - 平壌第2百貨店
  - 塔済洞 - 大同江駅

- 南平壌地域 : 平壌第3旅客自動車作業所
  - 楽浪 - 大劇場・大普洞・産業洞・猿岩里・戦勝塔間

- 西平壌地域 : 平壌第4旅客自動車作業所
  - 光復駅 - 平壌第2百貨店
  - 万景台 - 大平・復興駅
  - 八骨 - リョンモッ洞・元魯里

### トロリーバス
- トロリーバス

- リョンモッ無軌道電車作業所
  - リョンモッ洞 - 龍城

- 西平壌無軌道電車作業所
  - 西平壌駅 - 西浦・平壌駅
  - 凱旋門 - 黄金原駅

- 平川無軌道電車作業所
  - 火力発電所 - 西平壌駅

- 紋繍無軌道電車作業所
  - 紋繍 - 平壌第2百貨店・楽浪
  - 大同江洞 - 平壌第1百貨店

### 水運
2016年11月に大同江の両岸を結ぶ遊覧船の運航が再開した。屋根にソーラーパネルを搭載し、太陽光発電だけで動く。
平日朝晩の出勤時間帯（7:30〜9:00、17:30〜19:00）は通勤客向けに運行し、日曜や祭日にはクルーズを楽しむことができる。

### 水運路線
- 平壌周辺部
  - 今大 - 平壌・南浦
  - 美林 - 麦田
  - 平川 - トゥル島
  - 平川 - 松林

- 平壌市内
  - 金日成広場 - 主体思想塔・5月1日競技場・科学技術殿堂
  - 玉流橋 - 大同江橋
  - 万景台 - 江南郡

### 高速道路
- 青年英雄道路 : 平壌 - 南浦
- 平壌江東高速道路（朝鮮語版） : 大城区域 - 江東郡
- 平壌-元山観光道路 : 平壌 - 元山
- 平壌-開城高速道路 : 平壌 - 開城
- 平壌熙川高速道路（朝鮮語版） : 平壌 - 熙川
- 平壌-香山観光道路 : 平壌 - 香山

### 主要道路
- 光復通り
- ブルクン通り
- 蒼光通り
- 解放山通り
- 千里馬通り
- 栄光通り
- 紋繍通り
- 統一通り
- 烽火通り
- 青年通り
- 青春通り

### 主な橋
- 綾羅橋
- 羊角橋
- 普通橋
- 清流橋
- 忠誠橋
- 万寿橋
- 西城橋
- 安山橋
- 普通江橋
- 烽火橋
- 琵琶橋
- 大同江鉄橋
- チルゴル立体橋
- 玉流橋

## 姉妹都市
提携都市
- アルジェ（アルジェリア アルジェ県）
- バグダード（イラク バグダード県）
- チエンマイ（タイ王国 チエンマイ県）
- ドバイ（アラブ首長国連邦 ドバイ首長国）
- ジャカルタ（インドネシア ジャカルタ首都特別州）※インドネシアと北朝鮮は共にCONEFO加盟国であり、繋がりが深い。
- カトマンズ（ネパール 第三州）
- モスクワ（ロシア モスクワ連邦市）
- 天津（中華人民共和国 直轄市）
- ウランバートル（モンゴル国 首都特別区）

## スポーツ

### サッカー
最上級蹴球連盟戦に所属する4.25体育団や平壌市体育団などが存在する。サッカー北朝鮮代表にも多数の選手を送り出している。

## 関連文献
- 『平壌概観』外国文出版社、1985年。NDLJP:12212717。
- 『平壌』外国文出版社、1985年。NDLJP:12212541。